# Magie
Magie of toverij is de vermeende kunst van het manipuleren van de werkelijkheid met behulp van speciale objecten, spreuken en rituelen op basis van verborgen krachten. Mensen die in magie geloven, zijn ervan overtuigd dat het een oplossing biedt voor problemen met bijvoorbeeld vruchtbaarheid, gezondheid, veiligheid en het liefdesleven en dat het meer controle geeft over de natuur en het menselijk leven. Magie kan net als religie en wetenschap het wereldbeeld van een bepaald volk op een bepaald tijdstip mede bepalen.
Magie berust op drie pijlers. De eerste pijler betreft de magiërs, de specialisten met een speciale status. De tweede pijler zijn de magische handelingen, de in de traditie gewortelde rituelen en daarmee verbonden voorschriften en symbolen. Ten slotte zijn er de met de handelingen van de magiër overeenstemmende magische voorstellingen van de werkelijkheid, de ideeën en geloofsovertuigingen dus van de magie. 
Bij magie kunnen verschillende functies worden onderscheiden. De instrumentele functie betreft het beoogde resultaat van de uitgeoefende magie, zoals het bevorderen van de jacht, de bescherming tegen natuurgeweld en het benadelen van bepaalde personen. De expressieve functie betreft de sociale waarde van de rituelen: met hun symbolische en sociale betekenissen drukken zij normen en waarden van een bepaalde samenleving uit en versterken zij de samenhang binnen de groep. 
Er bestaan tal van typen magie, waarbij  bijvoorbeeld hemellichamen (astrale magie) of demonen (zwarte magie) van belang zijn. Ook kan magie verbonden zijn met uiteenlopende denkstelsels (zoals de neoplatonische magie) of religies (zoals de joodse kabbala).
Magie komt wereldwijd voor sinds de prehistorie. In de westerse cultuur bestaan verschillende vormen van magie die gerelateerd zijn aan uiteenlopende tradities, aan vakgebieden als astrologie en alchemie en aan religieus-filosofische stromingen als het hermetisme, neoplatonisme en de joodse mystiek. Zeker sinds de verlichting wordt magie hier net als andere vormen van westerse esoterie meestal niet geaccepteerd als geldige kennisvorm en wel aangeduid als 'verworpen kennis'. 
In bijvoorbeeld de oude Mesopotamische en Egyptische beschavingen was magie algemeen bekend en werd deze serieus beoefend, ook door priesters. In andere oude en hedendaagse niet-westerse culturen kwam of komt magie eveneens voor, vaak verbonden met een religie of een andere levensbeschouwing, zoals het taoïsme, het hindoeïsme, het boeddhisme, het shintoïsme en Afrikaanse vormen van pantheïsme.

## Etymologie
Magie is in de zeventiende eeuw in het Nederlands overgenomen uit het Frans en gaat via het Latijn terug op het Griekse magikē (zie ook Mantike), de vrouwelijke vorm van magikos (μαγικός). Daarmee werden magische kunsten aangeduid. Beide Griekse woorden zijn afgeleid van het naamwoord magos (μάγος, meervoud mágoi), dat weer is afgeleid van het Oudperzische maguš. Dit waren zoroastrische priesters die astrologische voorspellingen deden en magische kennis hadden.
Toverij en tovenarij gaan terug op het Middelnederlandse toverie, een afleiding van tover met de betekenis magiebeoefening. Dat kwam van het Oudnederlandse *tōvar en was al in de late middeleeuwen een zeldzaam woord geworden. Mogelijk wordt het woord vermeld in de Lex Salica (achtste eeuw). De Proto-Germaanse vorm, die ook de basis voor het Duitse equivalent is, luidt *taubarōn-. De verdere etymologie is onzeker.

## Definiëring
Een beknopte definitie van magie is ‘een techniek die de mens in staat stelt [...] gebeurtenissen te beïnvloeden in de subjectieve en/of objectieve werkelijkheid’, door middel van wilskracht en bovenzintuiglijke krachten in zowel het individu als de kosmos. Verdere verfijning van wat magie precies inhoudt hangt van de tijd en de plaats af. Men rekent er bepaalde praktijken en denkbeelden toe. 
Beoefenaars van de magie hebben het op verschillende wijzen gedefinieerd. Zo stelde Éliphas Lévi: "de magie is de op overleveringen gegronde wetenschap der natuurgeheimen." Aleister Crowley daarentegen omschrijft magie als: "de kunst en wetenschap van het bewerkstelligen van verandering in overeenstemming met de wil."
Sinds de negentiende eeuw hebben antropologen, godsdienstwetenschappers, psychologen en sociologen magie onderzocht en geprobeerd te definiëren, en was het ook onderzoeksthema binnen de semiotiek, geschiedenis en letterkunde. Magie is echter niet eenvoudig af te bakenen. Dat heeft meerdere redenen. In de eerste plaats neemt magie velerlei vormen aan. Ze is daarmee ‘de grootmeester van vermommingen’.  In de tweede plaats is magie op verschillende manieren verbonden met allerlei andere en uiteenlopende tradities. Al in de oudheid was magie gerelateerd aan religie, met haar diverse cultussen en rituelen,. Ook waren er relaties met bepaalde vakgebieden, zoals alchemie, astrologie, geneeskunde en filosofie. In de derde plaats kan in het taalgebruik magie verband houden met uiteenlopende - en verschillend gewaardeerde - termen zoals hekserij, toverij, goochelkunst, waarzeggerij (divinatio) en bijgeloof (superstitio). Magie en waarzeggerij delen eenzelfde wereldbeeld, maar worden soms van elkaar onderscheiden: 'wat waarzeggerij onthult, lost magie op'. De scheidslijn tussen magie, religie en wetenschap is en was niet altijd even duidelijk.

### Verhouding magie–religie–wetenschap

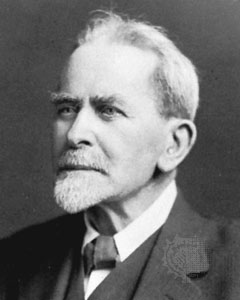
James George Frazer (1854-1941).

Voor de Tweede Wereldoorlog werd magie door een aantal wetenschappers minder genuanceerd beoordeeld dan na die tijd. Lynn Thorndike (1882-1965), die met zijn lijvige reeks boeken History of Magic and Experimental Science in sterke mate bijdroeg aan de bestudering van occulte wetenschappen, hanteerde nog een strakke tweedeling met aan de ene kant magie en aan de andere kant experimentele wetenschap. Voor hem is magie alles wat geen experimentele wetenschap is. De binnen het vakgebied bekende Britse antropologen Edward Burnett Tylor (1832-1917) en James George Frazer (1854-1941) maakten eveneens een rigide onderscheid. In The Golden Bough (hfdst. IV) zette Frazer uiteen dat magie tot het vroegste stadium van de geestelijke ontwikkeling behoort, religie tot het tweede en positivistische wetenschap tot het laatste. Het zijn volgens hem drie afzonderlijke categorieën, die elkaar niet beïnvloeden en geheel verschillend zijn.
Na de Tweede Wereldoorlog kwam kritiek op deze indelingen en werden deze vaker als achterhaald, etnocentrisch en eurocentrisch gezien. In het onderzoek kwam meer aandacht voor de overeenkomsten en wisselwerking tussen magie, religie en wetenschap. Magie en wetenschap zouden gemeen hebben dat beide gericht waren op het bepalen van wetmatigheden in de wereld en beide zouden meer invloed op die wereld proberen te krijgen. Bovendien is er overlap. In de op genezing gerichte magie en de westerse geneeskunde gaat men uit van wetmatigheden maar spelen ook (vanuit westers oogpunt) minder rationele benaderingen een rol, respectievelijk bezweringen, gebed en intuïtie.
Volgens antropoloog Claude Lévi-Strauss (1908-2009), die veel onderzoek verrichtte naar culturen van 'primitieve samenlevingen', zou ook het denken in termen van causale verbanden en determinisme niet voorbehouden zijn aan westerse wetenschap maar ook voorkomen bij magie. Lévi-Strauss geeft een voorbeeld: als een graanzolder instort en op iemands hoofd belandt, dan wordt dit in bepaalde culturen beschouwd als hekserij. Men erkent wel dat instorting hoe dan ook had kunnen gebeuren door bijvoorbeeld termieten, maar dat het juist moest gebeuren toen het slachtoffer in kwestie eronder stond heeft ermee te maken dat iets of iemand juist dat slachtoffer wilde treffen. Dezelfde situatie zou vanuit modern, westers, wetenschappelijk oogpunt als toeval beschouwd worden, en niet in verband worden gebracht met het slachtoffer en magie.
Het onderscheid tussen magie en religie is onscherp en hangt af wat men tot religie en magie rekent. Lévi-Strauss suggereert dat ze elkaar aanvullen. Religie maakt de natuur bijvoorbeeld volgens hem 'menselijker', door het geloof in natuurwezens, antropomorfe goden waarmee gecommuniceerd kan worden en het toeschrijven van gebeurtenissen aan de wil van bepaalde wezens. Magie laat de mens deel uitmaken van de natuur en geeft de mens de gelegenheid daar direct op in te spelen. Luck noemt in zijn Arcana Mundi. Magic and the Occult in Greek and Roman Worlds vier verschillen. Magie zou meer gezien moeten worden als een middel en religie als een doel. Ook zou magie meer dan religie verbonden zijn met manipulatie. Magie zou volgens hem meer directe, individuele behoeften dienen, terwijl religie beoefend wordt voor groepen en binnen instituties. Daarnaast zouden magische praktijken heimelijker zijn en zich meer bedienen van nauwelijks verstaanbare spreuken terwijl religieuze teksten vaak duidelijk uitgesproken of gezongen worden.
Magie, religie en wetenschap hebben sinds de oudheid naast elkaar bestaan, vaak met eigen vormen van rationaliteit. Ze beïnvloedden elkaar echter ook, zie Westerse esoterie.

## Kenmerken

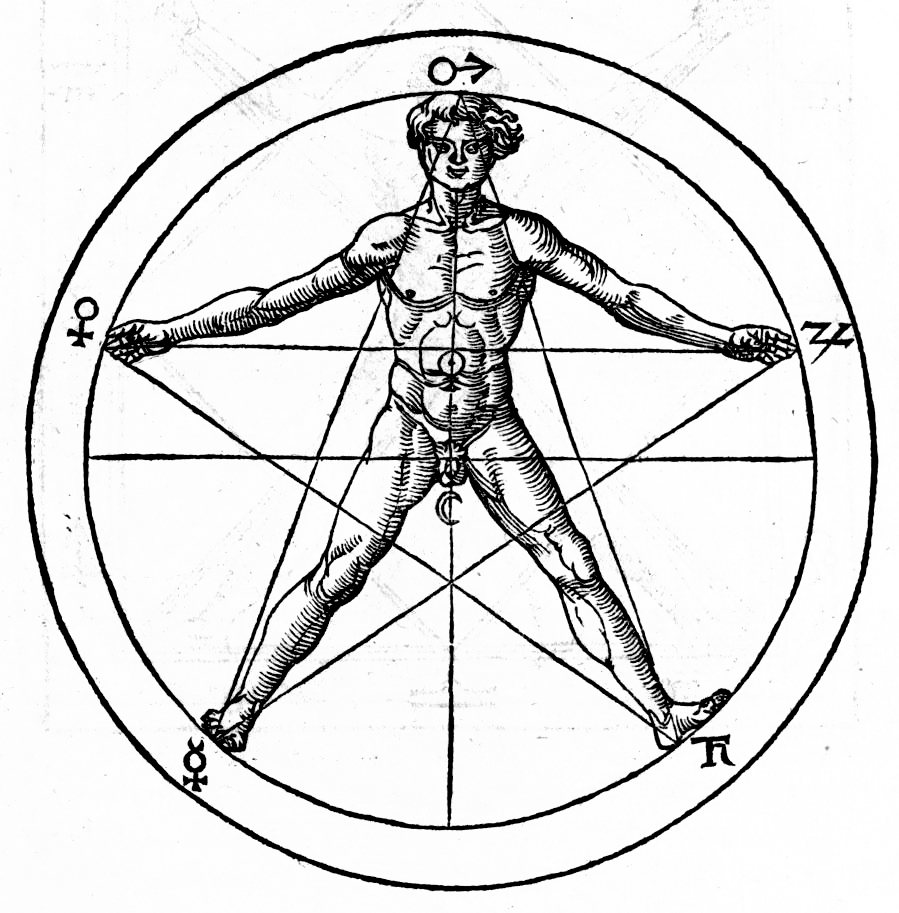
Pentagram uit Heinrich Cornelius Agrippa's De occulta philosophia libri tres. De symbolen in de cirkel staan voor Mars, Jupiter, Saturnus, Mercurius en Venus. In de buik staat het teken voor Zon, en onder het kruis staat het teken voor Maan. Samen waren dit de zeven klassieke planeten. Naast het pentagram is ook een kruis getekend: de vier elementen.

Omdat magie van alle tijden is en overal ter wereld voorkomt, kent ze een grote verscheidenheid aan vormen. Desondanks kunnen enkele algemene kenmerken onderscheiden worden. De basiselementen van magie zijn de magiër, de magische handeling en de magische voorstelling.

De magiër is de specialist die magische handelingen uitvoert op basis van bepaalde kennis en vermogens. Hij kan een leek zijn, maar ook een priester of vakman. In bepaalde culturen is magiebeoefening zelfs het alleenrecht van een bepaalde groep, zoals de Brahmanen in de Vedische religie. In stamsamenlevingen op onder andere Papua Nieuw Guinea en de Melanesische eilanden zijn het alleen voorname individuen die magische vermogens bezitten. In verschillende culturen wordt verschillend gedacht over hoe magiërs hun vermogens krijgen. Ze kunnen bijvoorbeeld geboren zijn in bepaalde magiërfamilies en erven zo hun vermogens, zoals de zogeheten Ohja's en Baiga's in India. Tevens kunnen ze verkregen worden door middel van initiatie in bepaalde kringen, zoals geheime genootschappen. Een andere mogelijkheid is dat ze (tijdelijk) verkregen worden middels spiritueel contact met specifieke dieren, bepaalde diersoorten of voorouderlijke geesten. Dat contact kan in de vorm van bezetenheid zijn. Aansluitend kunnen het dieren of geesten zijn die kennis en de roeping tot magiër juist openbaren aan het individu.
Magie is traditioneel. De magische handeling heeft doorgaans een ritueel karakter. Men kan niet zomaar wat doen in de hoop op een gunstig effect. Er bestaan tradities, zij het van volkse aard of van geleerde aard. Er zijn bepaalde protocollen die gevolgd moeten worden, en soms zijn die zover uitgewerkt, dat ze complete handboeken beslaan. Dat zijn de zogeheten grimoires. De magiër dient voor de effectiviteit van de magie rekening te houden met de tijd en de plaats van het ritueel. Soms moet iets overdag of juist 's nachts gedaan worden, of op een bepaalde datum. De locatie is bijvoorbeeld een afgesloten kamer, een tempel of een rustig, braakliggend stuk land. Het rituele karakter komt verder nog tot uiting in dieetvoorschriften, seksuele onthouding, spreuken, symbolen van allerlei aard, ingrediënten, instrumenten, bewegingen zoals gebaren en dans en tot slot reinigingsriten. Die dienen voor de directe omgeving, voor het eigen lichaam en voor de geest. 
Rituelen hebben betekenis. Ze laten ideeën zien door die op een bepaalde manier te vertalen. Zodoende laat ook magie allerlei ideeën of voorstellingen zien. Er zijn bijvoorbeeld wetten in de natuur op basis waarvan de magie zou werken. Van wezenlijk belang is ook de notie van sympathie, die staat voor de directe samenhang van alles in de kosmos door middel van occulte relaties.  Die relaties zijn abstract en niet zintuiglijk waarneembaar, maar zorgen ervoor dat objecten/fenomenen elkaar, zo meent men, kunnen beïnvloeden. Sympathie duidt in deze context op 'samenhang'. Daarvan bestaan drie soorten relaties, namelijk gelijkheid, tegenstelling (antipathie) en contact. Het gelijke beïnvloedt het gelijksoortige (sympathische magie); iets beïnvloedt precies het tegenovergestelde; als iets in contact komt met iets anders, dan wordt het op magische wijze beïnvloed door dat andere. Het voodoo-poppetje is een voorbeeld van laatstgenoemde contactmagie. Het figuurtje krijgt langs magische weg een verband met de persoon waar het voor staat. Magische middeltjes op basis van de signatuurleer illustreren voorts gelijkheid: een blad heeft de vorm van de lever, en dus werkt het tegen leverkwalen. Daarnaast hangt de holistische voorstelling van de kosmos samen met universele sympathie (zo boven, zo beneden): de hemelsferen beïnvloeden het ondermaanse, en de macrokosmos (natuur) is een weerspiegeling van de microkosmos (mens). De stoïcijnse filosoof Posidonios van Apamea (ca. 135-ca. 50 v.Chr.) introduceerde dat begrip. Ook in moderne theorievorming is het begrip sympathie opgepikt. Voor Frazer was het principe fundamenteel voor magie, een stelling die nog steeds geaccepteerd is.
Belangrijk voor (rituele) handelingen is het nabootsen, doen verdwijnen of overbrengen van bepaalde eigenschappen. Die gedachte ligt ten grondslag aan contactmagie. Riten op basis van tegenstelling laten feitelijk een strijd zien tussen twee eigenschappen (vuur bestrijdt bijvoorbeeld water). Bij sympathetische handelingen worden eigenschappen nagebootst en overgenomen. De zon wordt bijvoorbeeld als vuur voorgesteld, en dus helpt vuur bij zongerelateerde zaken. Het overbrengen en afweren van eigenschappen staat centraal bij amuletten. Nadat die op rituele wijze vervaardigd zijn, hebben ze een welbepaalde, langdurige werking voor de drager en zijn de rituelen niet meer nodig. Eigenschappen kunnen overgedragen en afgeweerd worden via een bepaalde kracht. Een bepaalde eigenschap kan van hogere machten komen en aangeroepen worden door bijvoorbeeld een god of diens naam op een amulet weer te geven. Ook kan de kracht onpersoonlijk zijn, wat mana genoemd wordt in de antropologie. Onpersoonlijke kracht kan van sterrenbeelden afkomstig zijn, maar kan ook in specifieke objecten huizen.

Omdat magische rituelen en middelen bepaalde betekenissen hebben en verwijzen naar bijvoorbeeld relaties of hogere machten, is magie sterk symbolisch van aard. Ze werkt bij voorkeur met symbolen, en niet zozeer met concepten. Specifieke klanken, tekens, gebaren enzovoort moeten leiden tot een bepaald effect, doordat zij verwijzen naar iets wat gewenst of ongewenst is. Zo kan een magisch amulet het uiterlijk hebben van datgene waartegen het moet beschermen. Magie wordt daarom 'symbolisch gedrag' genoemd.

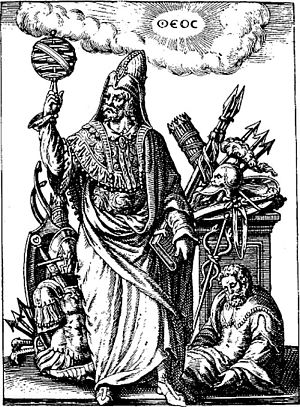
Hermes Trismegistus, vermeende oeroude wijsgeer en magicus. Met zijn ene arm wijst hij naar boven, richting een armillarium. Zijn andere arm is gericht naar de aarde. Dit beeldt het principe uit van zo boven, zo beneden. Dit principe werd vooral relevant in renaissancemagie.
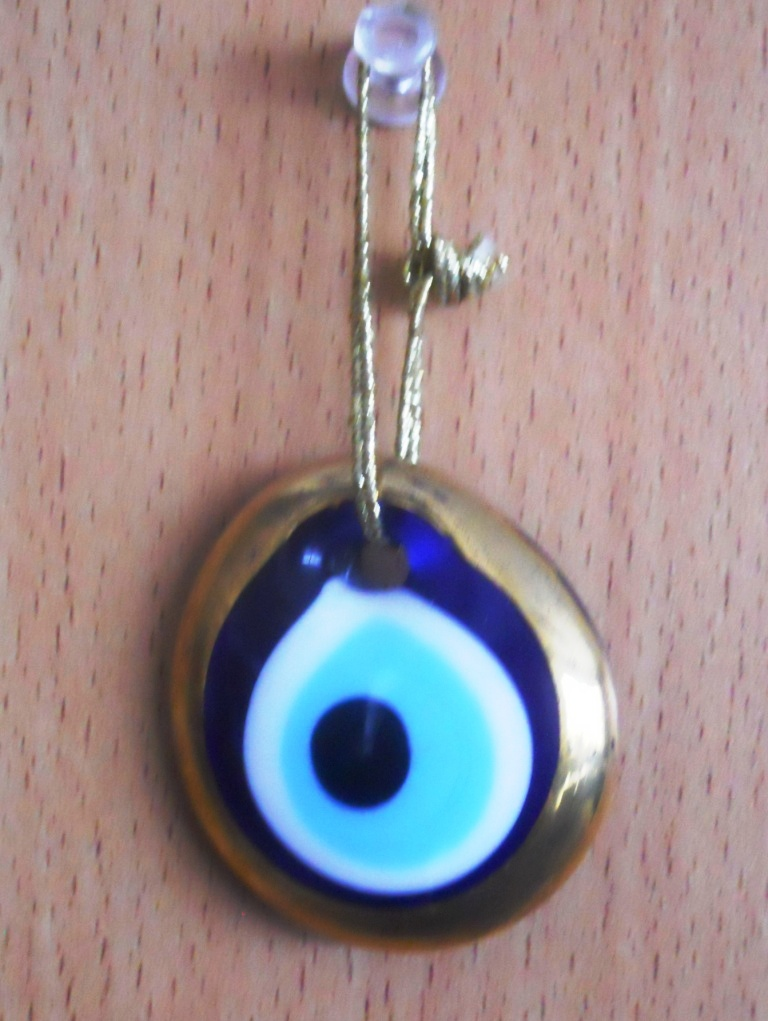
Een voorbeeld van symboliek. Het is een Turks amulet ter bescherming tegen het 'boze oog' (nazarbontchuk), dat al bekend en gevreesd was in de Byzantijnse periode.
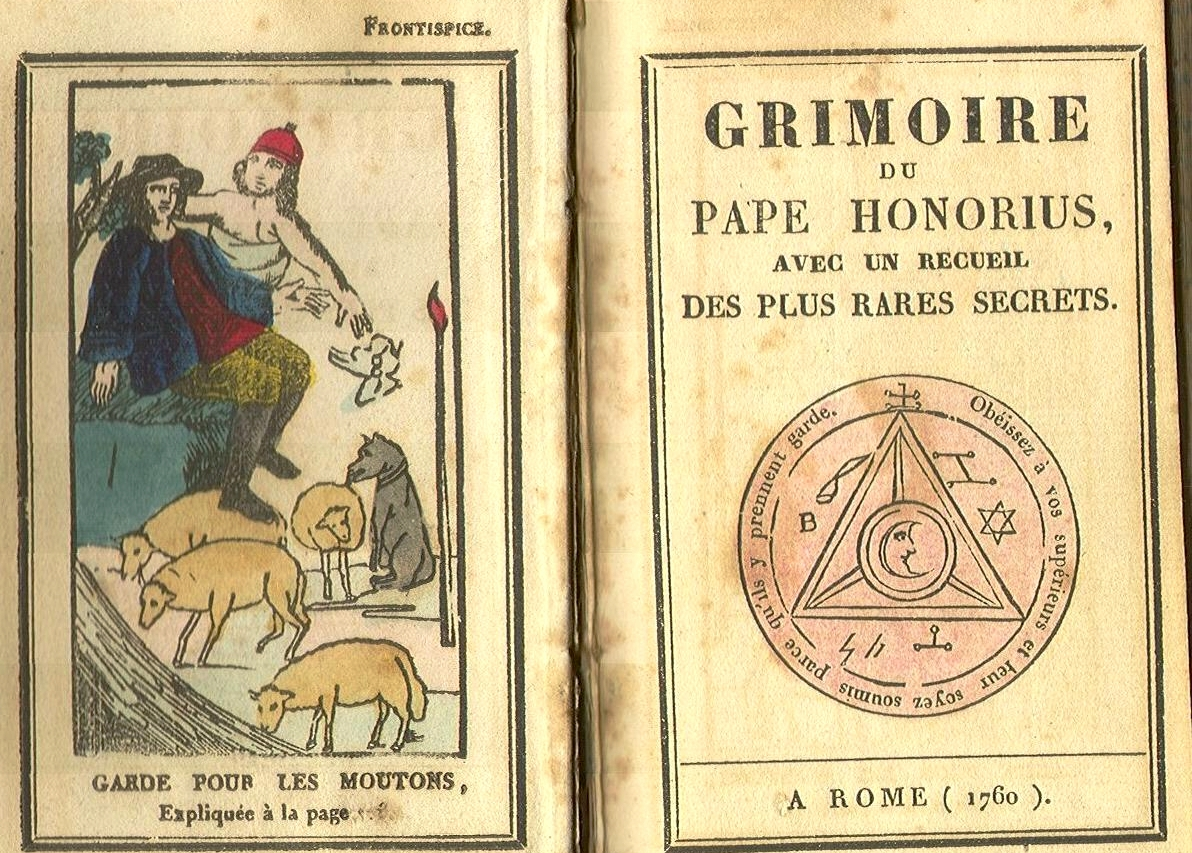
Het zogeheten Grimoire van paus Honorius, gedrukt in 1760.
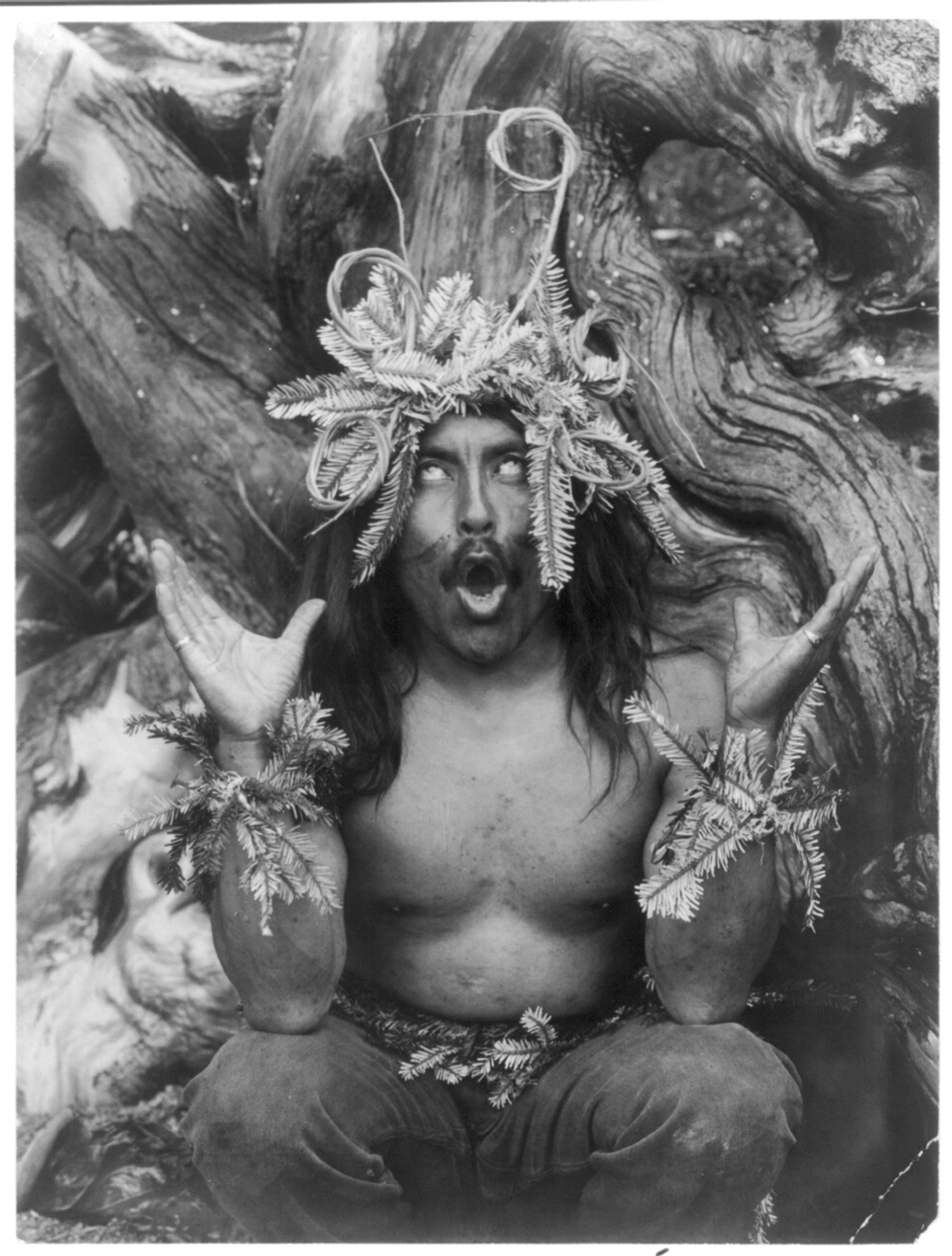
Foto van een Hamatsa-sjamaan door E.S. Curtis uit 1914. Er is sprake van een soort trance en bezetenheid door hogere krachten bij een dagen durend inwijdingsritueel.

## Doelen en functies

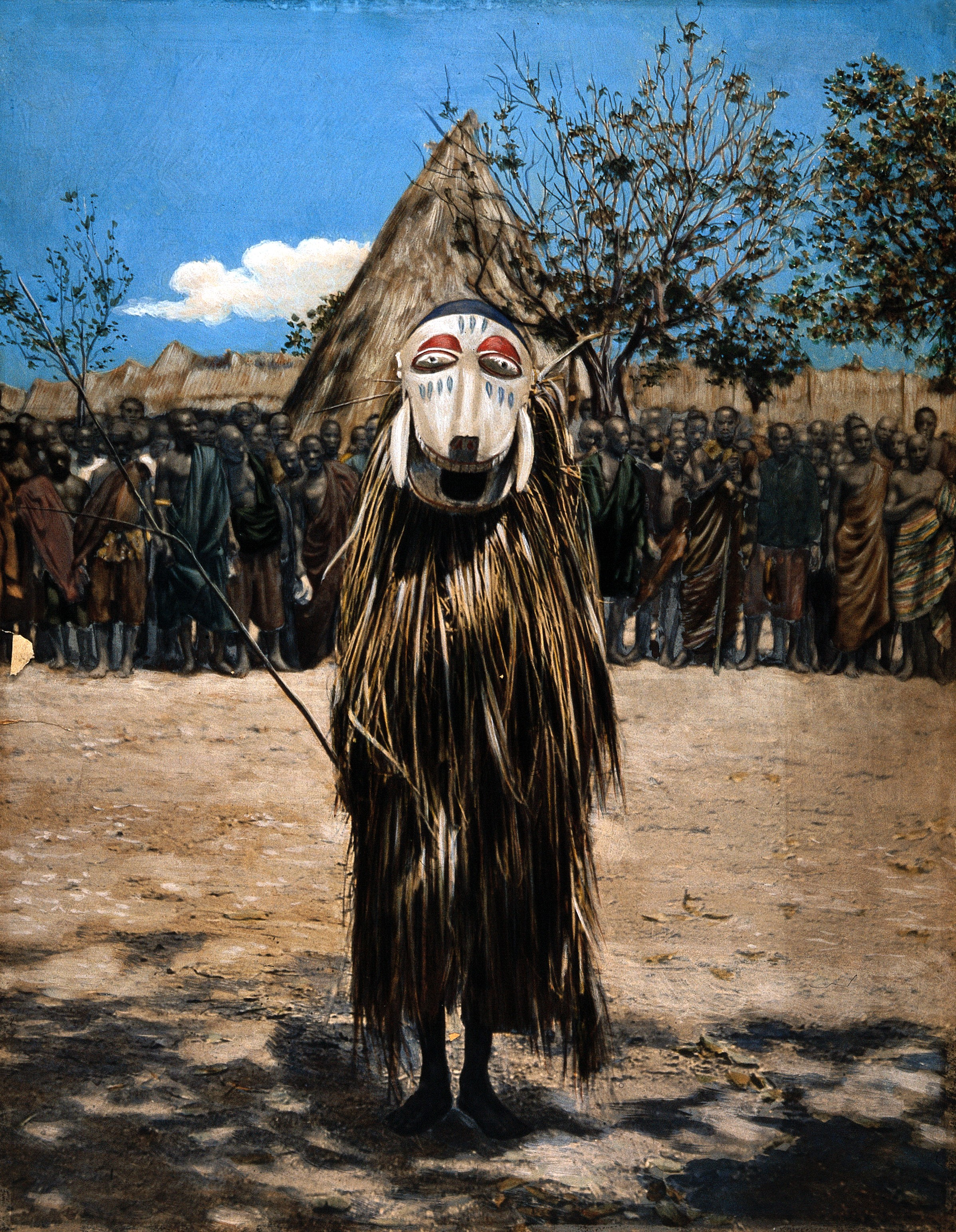
Een Afrikaanse sjamaan/medicijnman met ritueel masker, omringd door toeschouwers: een sociaal gebeuren. Iconographic Collections, Wellcome V0016256.

Magie heeft concrete doelen, die elkaar aanvullen.
- Bescherming: tegen ongeluk of kwade bedoelingen van mensen, wezens of goden.
- Herstelling: van gezondheid of een verstoorde, natuurlijke orde enzovoort.
- Bewaring/behoud: van gezondheid, de natuurlijke orde, welvaart enzovoort.
- Aantrekking: van gewenste krachten, dingen of mensen (bijvoorbeeld bij liefdesmagie en invocaties).
- Vernietiging: van ongewenste krachten, dingen of mensen (bijvoorbeeld bij vervloekingen).
- Transformatie: van krachten, wezens of mensen (bijvoorbeeld bij initiatieriten).
- Waarneming: van verborgen werkelijkheden (bijvoorbeeld bij waarzeggerij).[34]

Daarnaast wordt in de antropologie onderscheid gemaakt tussen de instrumentele en de expressieve functies van magie. De instrumentele functie van magie is het beïnvloeden van de natuur en het menselijk gedrag voor specifieke doelen. Er zijn drie belangrijke types: productief, beschermend en destructief. Productieve magie wordt aangewend om een gunstige afloop te verkrijgen, bijvoorbeeld bij de oogst en de jacht. Beschermende magie tracht een individu of een gemeenschap te beschermen tegen ongewenste effecten van natuur, bovennatuurlijke krachten of andere personen. Het gebruik van amuletten om besmettelijke ziekten af te wenden of het reciteren van bezweringen voor de aanvang van een reis zijn er voorbeelden van. De destructieve magie ten slotte heeft als functie om anderen kwaad aan te doen. Afgunst en andere motieven maken haar sociaal verstorend, waardoor het aanwenden van een bestrijding van tovenarij binnen die samenleving noodzakelijk wordt.
De expressieve functie van de magie is het resultaat van de symbolische en sociale betekenissen die aan de uitoefening ervan worden gehecht, ook al zijn de beoefenaars zich mogelijk niet bewust van deze functie. Magie bezorgt op deze manier de gemeenschap een samenhorigheidsgevoel en groepsidentiteit door de gemeenschappelijke beleving van de rituelen. Tezelfdertijd kan zij de magiër als bijzondere persoon isoleren van de rest van de gemeenschap. Magie functioneert ook als creatieve uitlaatklep of soort entertainment en is daardoor onlosmakelijk verbonden met het gehele systeem van denken, geloof en gebruiken in een gegeven samenleving.

## Ontstaan en persistentie
De hiërarchische en evolutionaire modellen van onder anderen Tylor en Frazer plaatsten magie (maar bijvoorbeeld ook animisme) onder aan de ladder van de menselijke ontwikkeling. Volgens hen behoort zij daarmee tevens tot een vroeg, prehistorisch stadium. Tegenwoordig hanteren onderzoekers geen hiërarchische modellen voor progressieve ontwikkeling meer.
Over de oorsprong van magie kan een evolutionaire hypothese gevormd worden. Aangezien overleven niet eenvoudig was en de jacht niet per definitie succesvol en zonder gevaar was, ging de mens zich succes inbeelden. Hij bereidde zich mentaal voor op de inspanningen in de hoop op een goede afloop. De stap naar het om toestemming vragen aan het prooidier is vervolgens snel gemaakt (dit gebeurde nog bij de Inuït). De voorbereidingen leidden dan naar het speuren naar voortekens, dromen enzovoort. De gedachte dat hij niet de enige is die denkt (projectie) terwijl hij aan de elementen is overgeleverd, doet bij de mens vervolgens een vermoeden ontstaan van een bezielde wereld, waarmee hij bewust kan communiceren. Hier ligt de fundering voor niet enkel magie en waarzeggerij, maar ook voor religie, sjamanisme en animisme.
De vraag naar het ontstaan van magie hangt samen met de vraag waarom men het nodig heeft. Magie heeft diverse praktische toepassingen en is zodoende een hulpmiddel voor het oplossen van problemen. Onzekerheid over bijvoorbeeld de toekomst, ziekte, gevaar of misoogst wordt deels verholpen door het geloof in de werking van magie. Daarmee raakt magie aan een functie van religie, namelijk het 'verminderen van angst' door de onzekerheden in het leven. Net als religie schept ook magie echter nieuwe onzekerheden, zoals het bestaan van boosaardige magie. Zij bestrijdt dus niet enkel angst. Wel helpt ze, net als religie in al haar vormen, fenomenen te verklaren door het geloof in onpersoonlijke krachten, de invloed van de sterren, het bestaan van geesten enzovoort.
Onderzoekers hebben geprobeerd verklaringen te vinden voor het aanhoudende geloof in magie. Een verklaring zou zijn: de samenhang met andere handelingen. Magie biedt bijvoorbeeld steun bij de landbouw door middel van vruchtbaarheidsrituelen. Ze vervangt de daadwerkelijke landbouwactiviteiten echter nooit. Als er een geslaagde oogst is, dan schrijft men dit achteraf mede aan de effectiviteit van magie toe. Daarnaast kan magie een nocebo- of placebo-effect hebben. Magische rituelen en het dragen van amuletten nemen bijvoorbeeld angst en twijfel weg. Ze geven de drager zodoende meer zelfvertrouwen en moed, wat kan resulteren in meer succes bij de jacht of de strijd. Het rituele karakter van magie zorgt er tevens voor dat men met allerlei zaken rekening moet houden om het beoogde effect te krijgen. Als dat effect uitblijft, dan kan dit vervolgens geweten worden aan verkeerde handelingen of ingrediënten. Als de oogst bijvoorbeeld mislukt, dan gelooft men dat de landbouwondersteunende magie verkeerd is uitgevoerd. Magie hoeft ook niet direct te werken, en in de tussentijd kunnen allerlei dingen voorvallen in het leven van de persoon die men bijvoorbeeld geweld wil aandoen. Toevallige tegenslag wordt dan verklaard door andermans magische handelingen. Belangrijk is tot slot het geloof in magie omdat juist de negatieve effecten ervan gezien worden in ziekte, dood, misoogst enzovoort. Dat wil geenszins zeggen dat magie van een boosdoener daadwerkelijk is waargenomen. Het bestaan van die boosdoener wordt alleen verondersteld.

## Vormen van magie
De precieze indeling van magie wordt bepaald door de tijd en de plaats. Magische praktijken en ideeën kunnen gerekend worden tot verschillende stromingen of tradities. Hieronder staat een lijst van magievormen op basis van hun visie en werkwijze, dus niet op basis van het beoogde doel.
- Astrale magie: planeten, sterren en sterrenbeelden bezitten speciale krachten die benut kunnen worden.
- Demonische magie (soms zwarte magie): er bestaan demonen (positieve en negatieve) die ingezet kunnen worden.
- Hermetische en neoplatonische magie: magie op basis van hermetische en neoplatonische filosofie (met name kosmologie).
- Kabbala: op basis van (intern diverse) joodse mystiek zoals uitgewerkt door rabbijnen.
  - Joodse kabbala.
  - Christelijke kabbala.
  - Hermetische kabbala.

- Magick: negentiende-eeuws systeem, bedacht door Aleister Crowley.
- Natuurlijke magie (soms witte magie): in de natuurlijke wereld komen speciale krachten voor die gebruikt kunnen worden, waarbij geen demonen betrokken worden.
- Necromantie: de doden bezitten speciale krachten die gebruikt kunnen worden door de doden aan te roepen.
- Theürgie: goddelijke krachten kunnen aangeroepen en benut worden in gewijde context.
- Wicca: neopaganistisch geloofssysteem, bedacht in de twintigste eeuw door Gerald Gardner.

Daarnaast maken onderzoekers voor magie als studieobject soms een indeling die berust op machtsprincipes, namelijk dynamistisch en animistisch. Dynamistisch wil zeggen dat krachten gemanipuleerd worden alsof het een concrete en ook overdraagbare substantie betreft. Men denke aan de Polynesische mana en Griekse dynamis. Die begrippen duiden op krachten die aanwezig zijn in objecten. Dergelijke kracht is bijzonder of zeldzaam. Animistisch wil zeggen dat manipulatie plaatsvindt met behulp van wezens (goden/godinnen, lagere godheden, voorouderlijke geesten). Bezieling in de natuur is daarbij alom tegenwoordig, maar het betrokken wezen kan altijd weerstand bieden tegen magie, wat bij bovennatuurlijke energie niet het geval is.
Problematisch en weinig gebruikt zijn verder direct—indirect, privé—officieel en natuurlijk—ritueel. Directe magie betreft het gebruik van amuletten, spreuken, zangen, brouwsels enzovoort, terwijl indirecte magie bijvoorbeeld het aanroepen van de doden is. Veel magie ligt in de praktijk in de privésfeer, en officiële magie komt heel dicht bij religie in de buurt, zoals gemeenschappelijke reinigingsriten, regendansen en vruchtbaarheidsriten. Natuurlijke magie draait feitelijk om een soort eenvoudige wetenschap, met experimenten, wonderlijke effecten, bedrog en gegoochel. In zekere zin heeft alle magie echter een ritueel karakter. Een eenvoudige indeling daarvan is 1) rituelen ter versterking van de eigen mana; 2) rituelen ter verzwakking van andermans mana; 3) rituelen ter bescherming (tegen geesten, demonen etc.); 4) reinigingsriten; 5) helingsriten.

## Westerse cultuur
In elke periode van de westerse geschiedenis wordt magie aangetroffen. Het onderscheid tussen magie en godsdienst is echter steeds wazig. Dit geldt bijvoorbeeld voor theürgie en Germaanse toverspreuken, waarin goden genoemd worden. Magie blijft voorts het onderwerp van discussie. Tegenstrijdige opvattingen komen voor in alle sociale milieus en zelfs in dezelfde personen. Daarnaast wordt magie gekarakteriseerd door zowel volksoverlevering als denkbeelden van geleerden. Ze had soms intellectuele vormen. Voorbeelden zijn hermetische magie, kabbala en theürgie. Als laatste ontstaan hybride vormen van tradities op meerdere momenten in de geschiedenis van westerse magie.

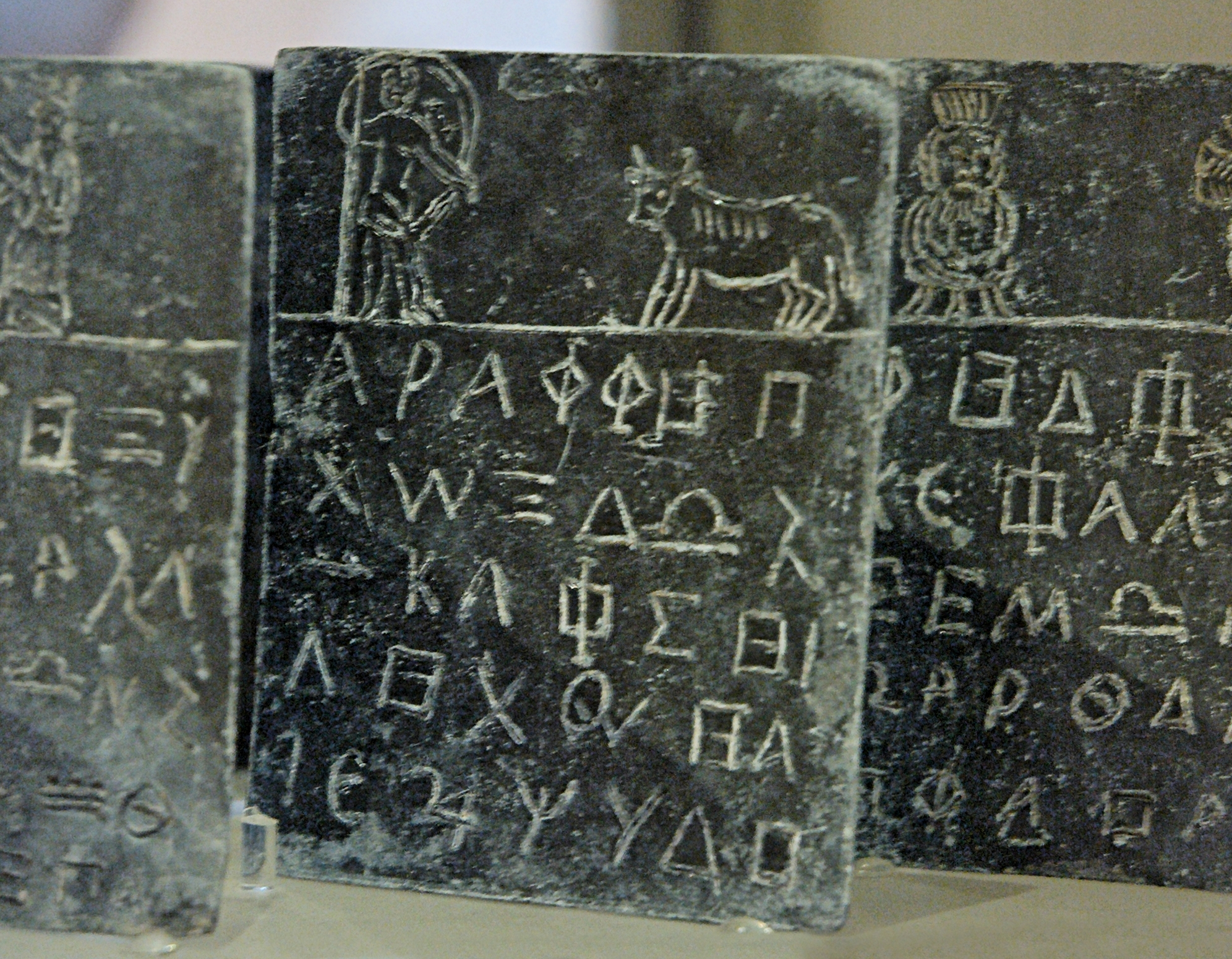
Magisch boek, Museo delle Terme di Diocleziano

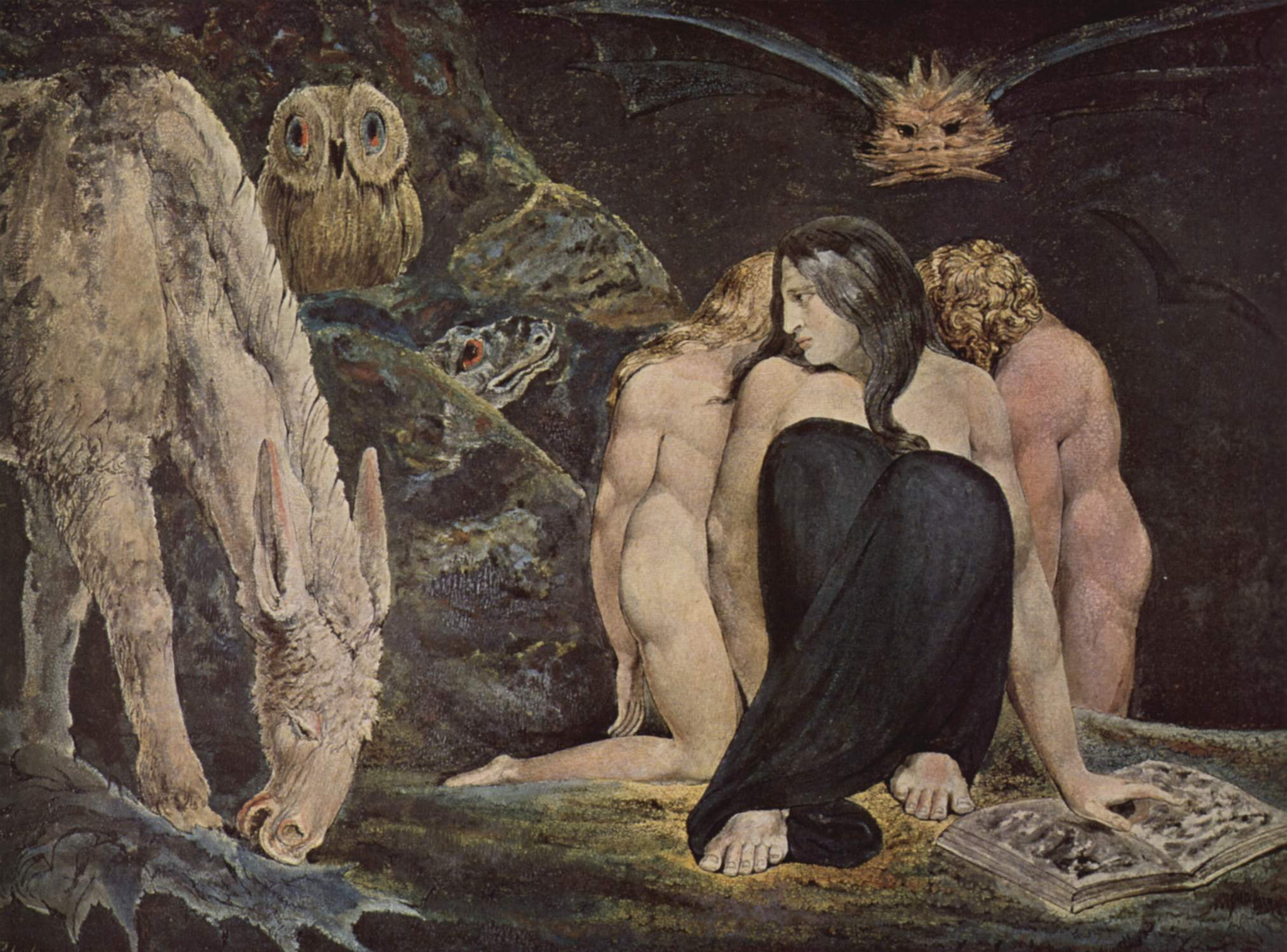
Hekate, godin van toverij uit de Griekse mythologie, William Blake, 1795

### Klassieke oudheid
In de klassieke oudheid kwam magie veel voor en werd de basis gelegd voor middeleeuwse en vroegmoderne magie. Desondanks had zij een paradoxale positie: ze werd zowel gepraktiseerd als gekritiseerd en van staatswege veroordeeld. Men geloofde in wonderdoeners (bijvoorbeeld Orpheus en Pythagoras). Magie zou zijn uitgevonden in Perzië door Zoroaster.
Magie kende bij de Grieken en Romeinen diverse vormen en toepassingen. Men kende bijvoorbeeld het dodenorakel, spreuken, amuletten en brouwsels, voor doeleinden als vervloeking, genezing en liefde. Men dacht dat de geesten van overledenen speciale krachten hadden en geloofde in allerlei wezens, maar ook in universele sympathie. Met name in de Romeinse periode circuleren grote aantallen van magische teksten, bijvoorbeeld met recepten. Daarvoor gebruikte men specifieke planten, lichamelijk materiaal (zoals bloed en botten) en in mindere mate stenen. De Grieken kenden verder een verscheidenheid aan voorspellingsmethoden, onder de term mantike. Gedurende de Romeinse keizertijd werden bepaalde rituelen binnen de waarzeggerij ook geassocieerd met magie.
Magie werd verschillende malen streng veroordeeld, bijvoorbeeld door Plato (Wetten, II, 932). Het dodenorakel kon bijvoorbeeld als taboe beschouwd worden, maar het orakel van Delphi niet, omdat daarbij hogere wezens nergens toe gedwongen worden. Soms werden beoefenaars zelfs vervolgd, behalve wanneer het (godsdienst gerelateerde) riten betrof die door de overheid goedgekeurd waren. De Grieks-Romeinse wetteksten maken duidelijk verschil tussen magie die is goedgekeurd door de staat - zoals orakels en vogelvoorspelling - en de magie van het volk. Romeinse keizers verboden magie nu en dan, op straffe des doods, maar accepteerden magiërs soms wel aan het hof. Ondanks verboden op bepaalde magie was er in met name de eerste eeuw n.Chr. een duidelijke markt voor.
Belangrijk voor de latere ontwikkeling van magie in het westen is het feit dat magie vanaf de tweede eeuw met filosofie mengt, terwijl filosofie meer neigt naar religie en andersom. Dat is te zien bij het hermetisme, neopythagorisme en neoplatonisme. De neoplatonische kosmologie (waarin de kosmos werd voorgesteld als één groot harmonieus verbonden geheel) werd verbonden met uitgewerkte rituelen om goden aan te roepen en in te zetten om de eigen magische krachten te vergroten. Dit heet theürgie, waarvan de vroegste bron de Chaldeïsche Orakelen zijn (tweede eeuw). Tegelijkertijd groeide echter ook de associatie van magie met demonische krachten. Kerkvaders zoals Augustinus (354-430) hadden vanzelfsprekend moeite met theürgie, maar werden toch geïnspireerd door het neoplatonische gedachtegoed.

### Middeleeuwen
Gedurende de christelijke middeleeuwen blijft magie ambigu, balancerend tussen natuurwetenschap/-filosofie en duivelse praktijken. Bovendien treedt veelal syncretisme op met heidense tradities en christendom. Het vroege christendom kent ten aanzien van magie een drietal paradoxen. Ten eerste werden enerzijds tovenaars afgeschilderd als klunzen of handlangers van de duivel. Anderzijds worden Jezus, zijn volgelingen en heiligen allerlei wonderen toegedicht. Ten tweede ontwikkelde zich, ondanks de veroordeling van magie, in een vroeg stadium een eigen christelijke magie, onder andere aan de hand van gebedsformules. De veroordeling van magie en het afschilderen ervan als nonsens belette christelijke denkers tot slot niet een verklarende theorie voor de (vermeende) werkzaamheid ervan te formuleren. Auteurs van aanzien zoals Augustinus (De civitate Dei) en Isidorus van Sevilla (ca. 560-636; Etymologiae, boek VIII, hoofdstuk IX) schoren magie en waarzeggerij echter over één kam, en lieten zich er negatief over uit. De gemiddelde theoloog deed dat ook tot in de twaalfde eeuw. Vaak overheersten de demonische connotaties, al dan niet onder invloed van Bijbelse verboden ten aanzien van magie.
Als duidelijk gedefinieerde categorieaanduiding werd magie niet gebruikt. Globaal onderscheidde de intellectuele elite wel twee soorten magie, namelijk demonische (zwarte) en natuurlijke (witte) magie. Dat onderscheid was belangrijk maar lang niet altijd duidelijk. Voor veel mensen, zoals inquisiteurs, theologen en priesters, was natuurlijke magie (hoewel misschien onbedoeld) demonisch, omdat de magiër zijn werk alleen kon doen door bemiddeling van demonen, of omdat rijmelarij in toverspreuken van demonische oorsprong kon zijn, enzovoort.
Occulte krachten konden een paar dingen betekenen. Als technische term duidde het datgene aan wat de zintuigen niet kunnen waarnemen. Zo was het niet duidelijk hoe getijden werkten en hoe een bepaalde plant precies werkte als geneesmiddel. Ook werden animistische aspecten aangeduid als occulte kracht: dingen in de natuur als bezield. Tot slot kon een occulte kracht het onzichtbare en symbolische verband aanduiden tussen gelijkvormige zaken, zoals het geval is bij de signatuurleer: als iets op iets anders lijkt, dan helpt het daarvoor. Dit is sympathetisch denken. In Der naturen bloeme geeft Jacob van Maerlant bijvoorbeeld amethist op als middel tegen de kwalijke effecten van wijn, omwille van de kleur (vss. 15064-15079).

Magie kwam zowel onder het gewone volk als de geestelijkheid voor. Desondanks bleef het een onderwerp van discussie om morele en theologische redenen: hoe kon het bestaan, welke vormen waren er, moest men zich ermee inlaten? Zo uitte de abt Johannes Trithemius (1462-1516) zich zowel positief als negatief uit over magie, terwijl de beruchte Heksenhamer (1486) ondanks de heksenangst toch een bepaalde natuurmagie goedkeurt. De Kerk zag magische praktijken lange tijd echter als betrekkelijk onschuldige folklore. Zo was het officiële standpunt ten aanzien van op bezems rondvliegende heksen dat het slechts een zinsbegoocheling was van de hand van de duivel. Pas in de vijftiende eeuw ontstaat grotere paniek voor angst en een zeer sterke veroordeling alsmede vervolging ervan. Heksenjachten komen op gang. Het is de tijd waarin boeken over heksenleer voor inquisiteurs verschijnen, zoals de Formicarius (1435-1437) en de Heksenhamer. Ze beschrijven hoe men heksen kan herkennen, moet verhoren en moet straffen.

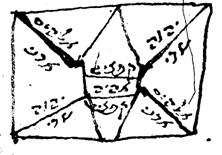
Kaphtziel. Stuk van een amulet uit een vijftiende-eeuws, joods werk.
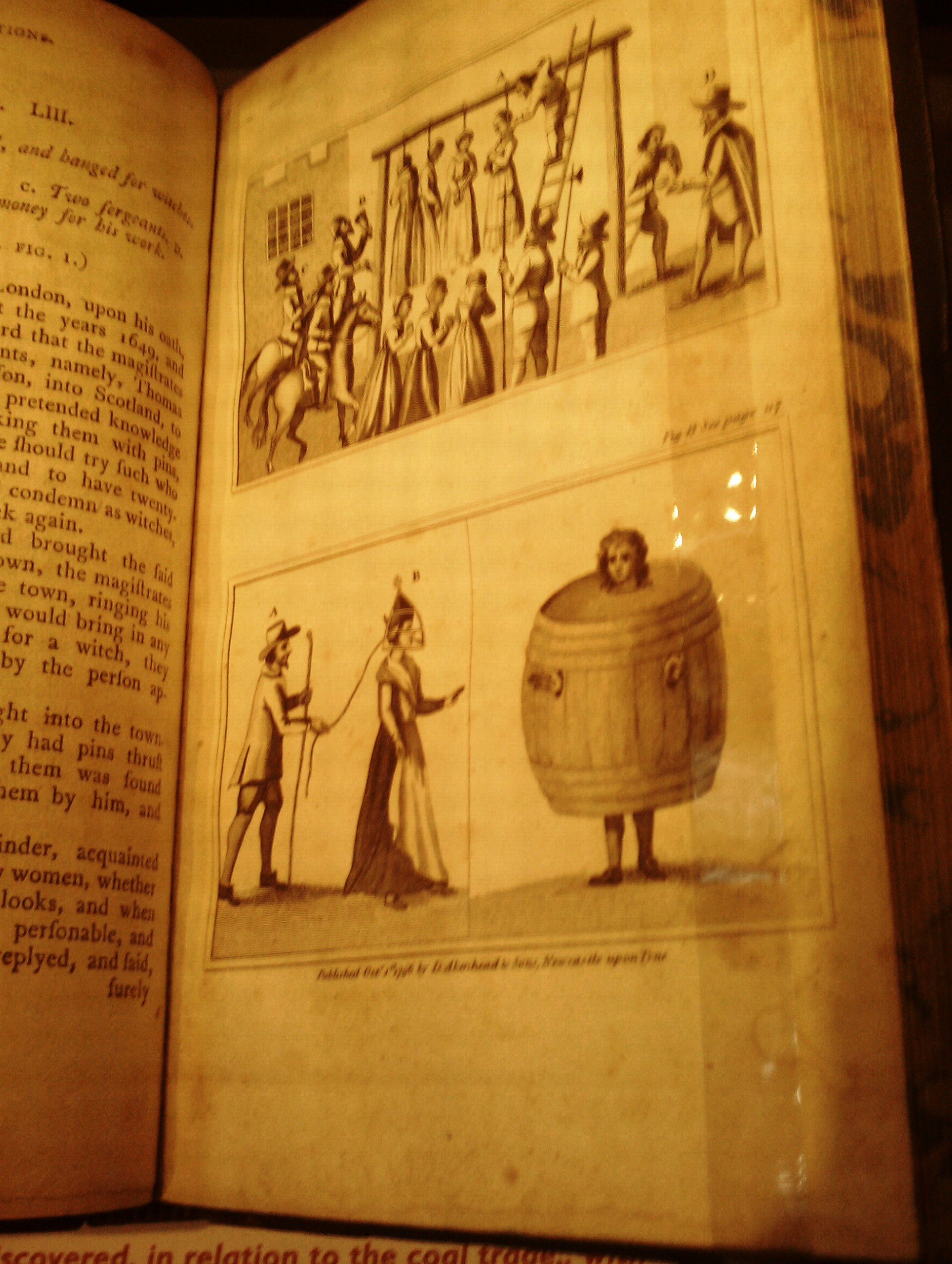
Hammer of Witches. Engelse vertaling van de Malleus maleficarum. Bewaard in de John Rylands Library in Manchester.
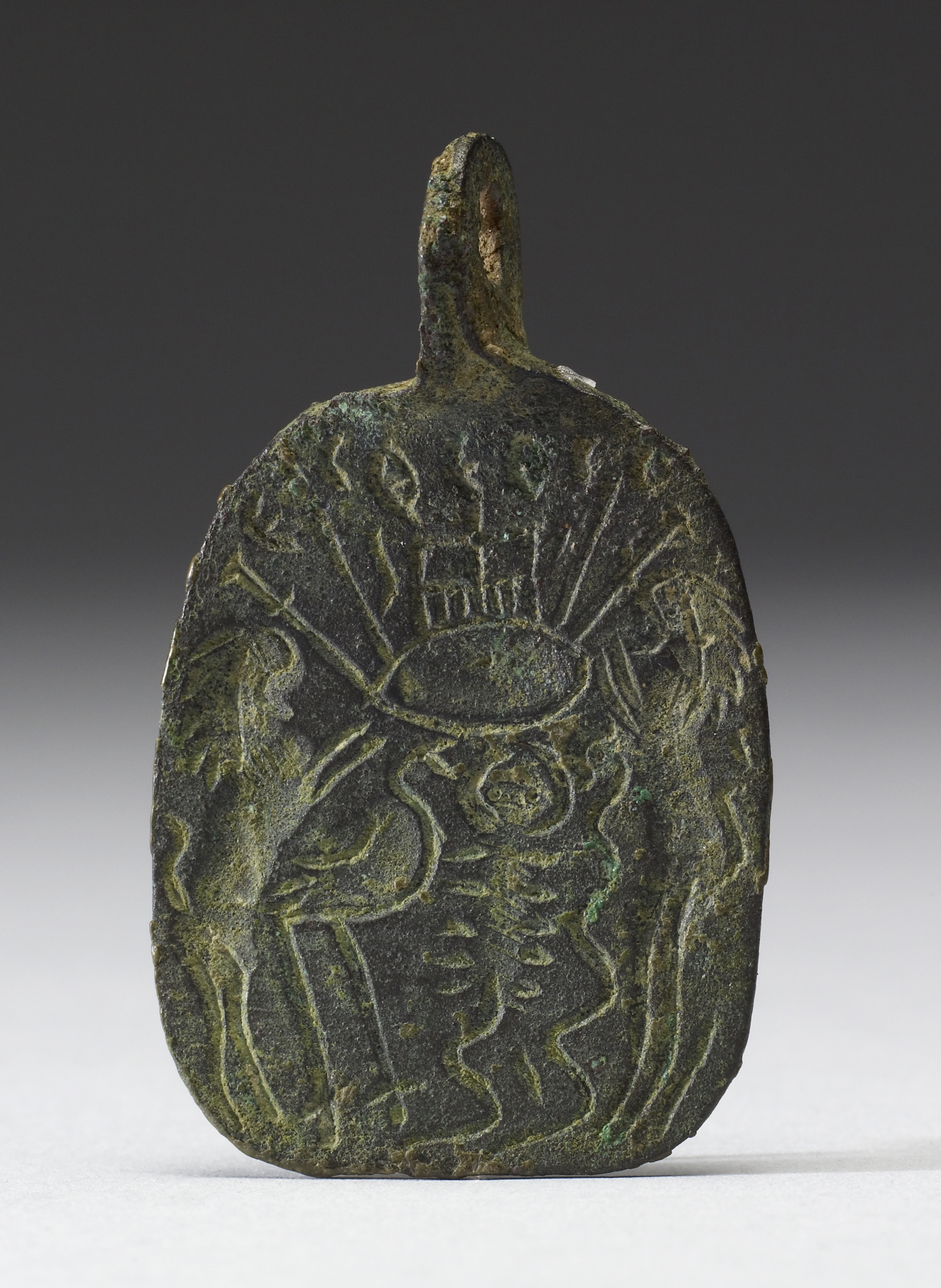
Byzantijns amulet, 5e of 6e eeuw. Op deze zijde is een oog afgebeeld dat wordt aangevallen door een leeuw, slang, schorpioen, ooievaar en speren. Op de andere zijde is Salomo als ruiter afgebeeld die Lilith aan zijn speer rijgt. Het amulet zou de drager moeten beschermen tegen het Boze Oog.
Het zegel of pentagram van Solomon uit de Goetia, een grimoire uit de middeleeuwen.

### Vroegmoderne tijd
Vanaf de vijftiende eeuw is er een duidelijk (her)opleving van alchemie, astrologie, hermetisme, neoplatonisme en klassieke filosofie. Tezamen was het resultaat een toenemende heterodoxie, en een periode van grote esoterische bedrijvigheid. In haar totaliteit was de gedachte van een organisch, sympathetisch universum hierin de gemene deler, en genoemde tradities zijn dan ook nauw verbonden met elkaar in deze periode. Magie kon in deze omstandigheden goed wortelen en profiteerde van de opbloei van de andere esoterische tradities, zodat nieuwe, hybride varianten ontstonden. Zo was de edelman Giovanni Pico della Mirandola (1463-1494) de eerste met christelijke kabbala. Enkelen, zoals John Dee (1527-1608), probeerden een synthese te bereiken tussen veel tradities. In zijn Monas hieroglyphica bracht deze bijvoorbeeld pythagorisme, natuurfilosofie, alchemie, astrologie en magie samen in één sympathetische theorie.
Met de herontdekking en ontsluiting van klassieke bronnen kreeg de westerse esoterie, waaronder magie, een sterke impuls. Hermetica raakte bekend, alsmede teksten van neoplatonisten. Dergelijke bronnen verschaften een filosofisch kader en theoretische basis voor het praktiseren van magie. Daar kwam nog bij dat klassieke bronnen autoriteit verleenden aan het 'vak' wegens hun hoge ouderdom en de eerbied die men daarvoor had. 

Zoals eerder het geval, was er ook nu veel discussie, in een periode met toenemende heterodoxie en heksenvervolging. De Kerk was zich er bijvoorbeeld goed van bewust dat natuurmagie gevaarlijk dicht bij demonische magie kwam. Ook tastte de claim op het verrichten van wonderen de positie van de Kerk aan. Voorstanders van natuurmagie rechtvaardigden het door het theoretisch te onderbouwen en zorgvuldig te onderscheiden van necromantie en inzet van duivels. In de praktijk bleef het desondanks moeilijk om hard te maken wat nu het onderscheid was tussen bijvoorbeeld de individuele krachten van planeten en aparte spirituele entiteiten. Er was geen consensus over hoe de mens dit überhaupt zeker kon weten. Anderen, zoals Aggripa (1486-1535) in zijn De occulta philosophia libri tres, namen het ronduit op voor magie waarbij entiteiten werden aangeroepen. Deze konden bijvoorbeeld aangemerkt worden als goed zodra zich een wonder voordeed. Een andere grote voorstander van magie was de Napolitaan Giambattista della Porta (1535-1615), ondanks aanvaringen met de inquisitie. Hij ging bijvoorbeeld zover om demonen als onderdeel van de natuur te beschouwen, waardoor demonische magie ook natuurmagie werd.

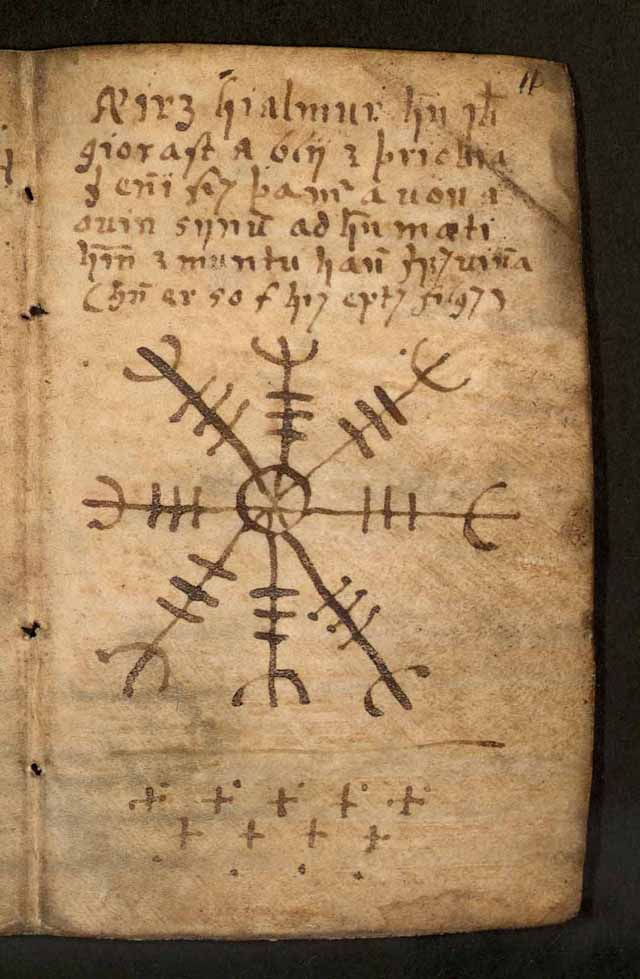
Ægishjálmur, of 'staven van ontzag'. Het is een magisch symbool, waarop veel variaties bestaan, en die circuleerden in IJsland vanaf de zeventiende eeuw. IJslands handschrift Lbs. 143 8vo.
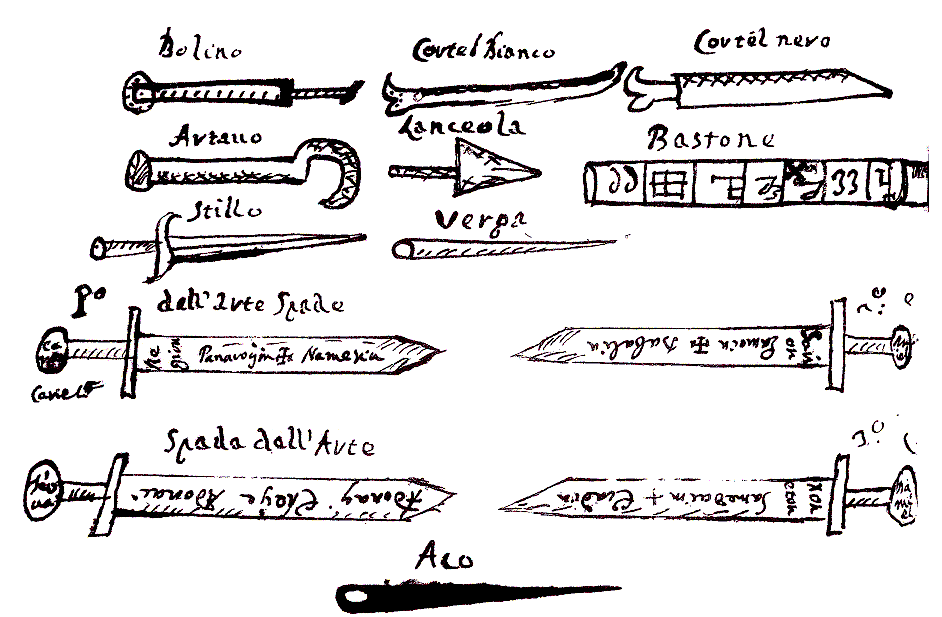
Wapens gebruikt voor rituele magie, 1674.
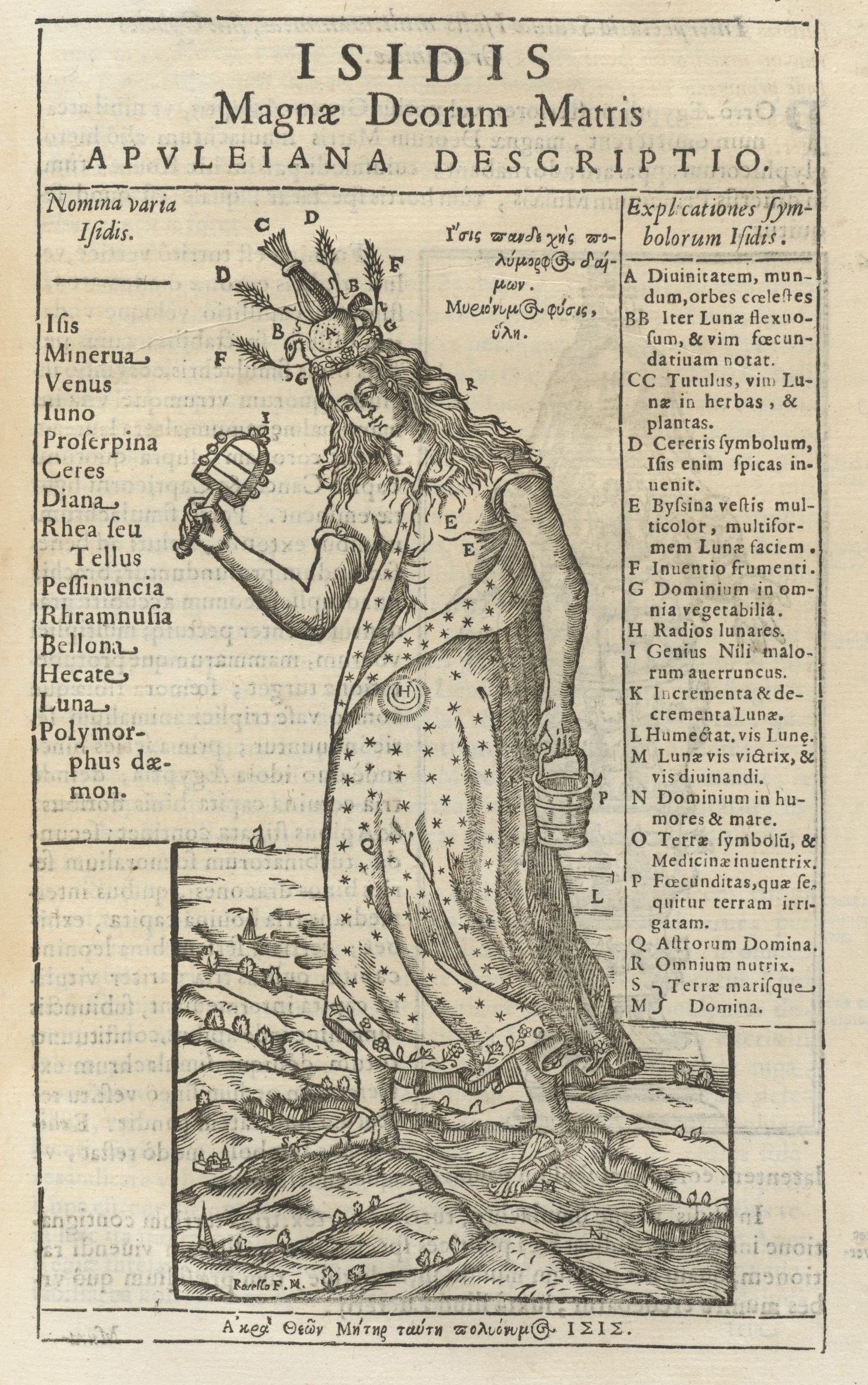
Bildlexikon der Kunst: Astrologie, Magie und Alchemie, 1652 (of eerder).
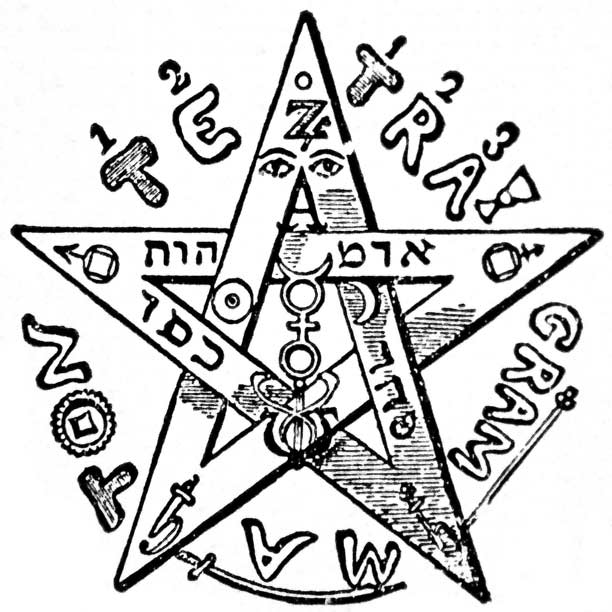
Een pentagram uit Dogme et Rituel de la Haute Magie, Eliphas Levi, 1855.

### Moderne tijd

Dit oude symbool voor bescherming (ægishjálmr) wordt tegenwoordig gebruikt door Asatru

In het moderne westen is magie geenszins verdwenen. Na de groeiende kritiek op esoterische tradities in de loop van de zeventiende eeuw, herleefden ze weer in de tweede helft van de negentiende eeuw. De twee belangrijkste stimuli tot vernieuwing van het negentiende-eeuws westers esoterisme kwamen aanvankelijk uit het achttiende-eeuwse werk van de Zweedse wetenschapper en mysticus Emanuel Swedenborg (1688-1772) en de Duitse arts Franz Anton Mesmer (1734-1815). Mesmer bedacht de theorie van het mesmerisme. Vanuit het mesmerisme ontstond het spiritualisme dat in Europa en de VS omstreeks 1850 enorm populair werd als tijdverdrijf, met bewust opgewekte somnambulistische trances en seances met geesten (poltergeisten). Eliphas Lévi (1810-1875) was de voortrekker van het occultisme en diens wederopleving in Frankrijk, met zijn boeken over magie en kabbala. In Engeland ontwikkelde de orde van de Golden Dawn een heel magisch systeem rond de kabbala en de sefirot, wat andere groepen inspireerde om ook eigen geheime ordes in het leven te roepen. De twintigste-eeuwse westerse esoterie levert een bijzonder eclectisch beeld op, met allerlei neopaganistische groepen, in navolging van het in Engeland omstreeks 1950 ontstane wicca, de nieuwe hekserij die vooral in Angelsaksische landen grote populariteit genoot. In de tweede helft van de twintigste eeuw wordt tot slot de term new age geïntroduceerd om allerlei alternatieve stromingen en ideeën aan te duiden die waren gevormd uit een mix van westerse en oosterse spiritualiteit. Magie maakt daar deel van uit.

## Niet-westerse culturen
In het westerse denken is magie als categorie verschillend van wetenschap en geloof, iets dat in andere culturen echter niet voorkomt. Anderzijds komen praktijken als waarzeggerij, hekserij en contact zoeken met de geestenwereld wereldwijd voor. Aziatische religieuze tradities zoals het hindoeïsme, boeddhisme en taoïsme kennen praktijken die als magisch kunnen worden beschouwd, en aanhangers van tantra en andere esoterische sekten maken in hun rituelen gebruik van woorden, symbolen en diagrammen. Vooral deze laatste vermengen typisch 'magische' en 'religieuze' praktijken (zie ook Syncretisme).

### Midden-Oosterse oudheid

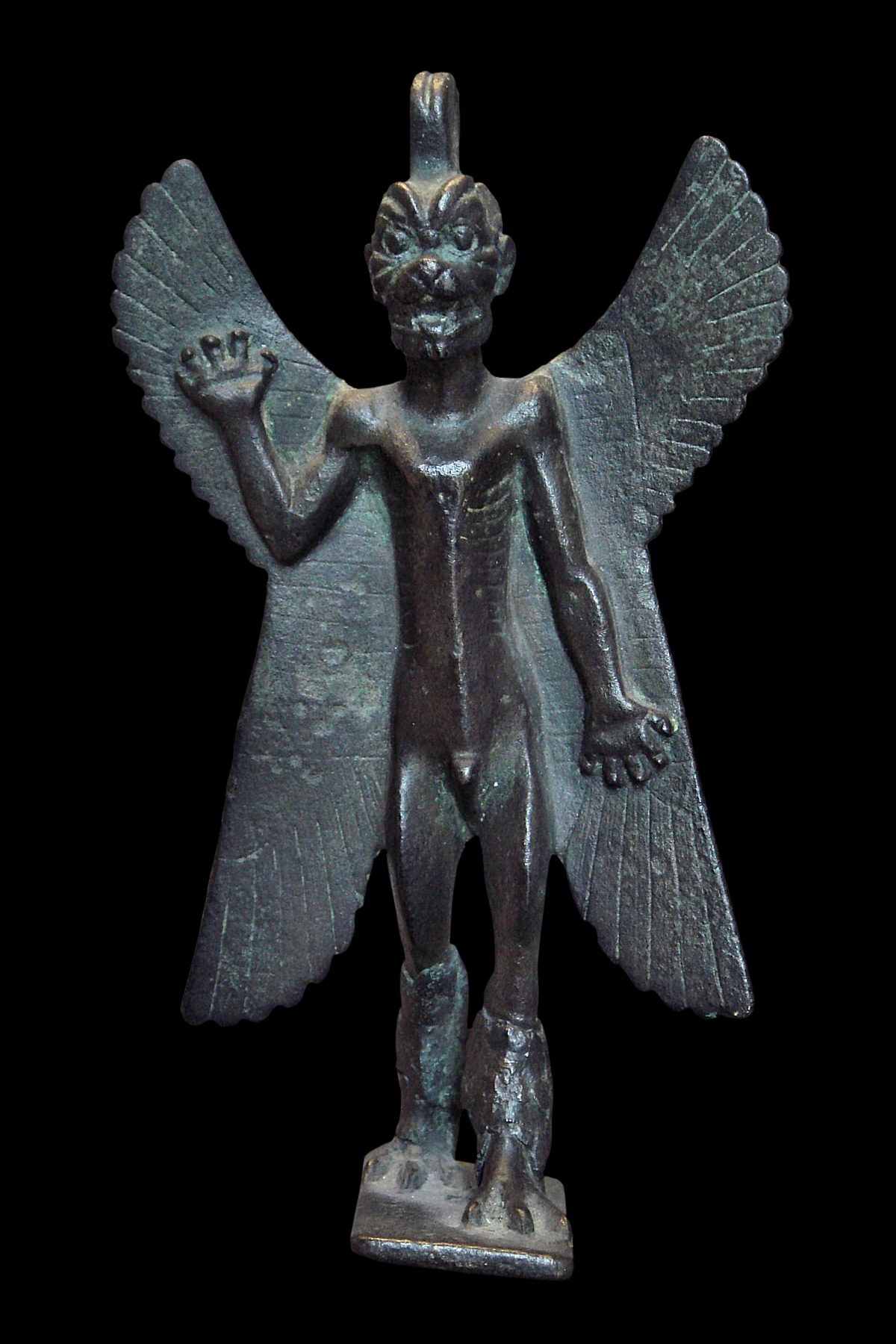
Assyrische demon Pazuzu, eerste millennium v.Chr.

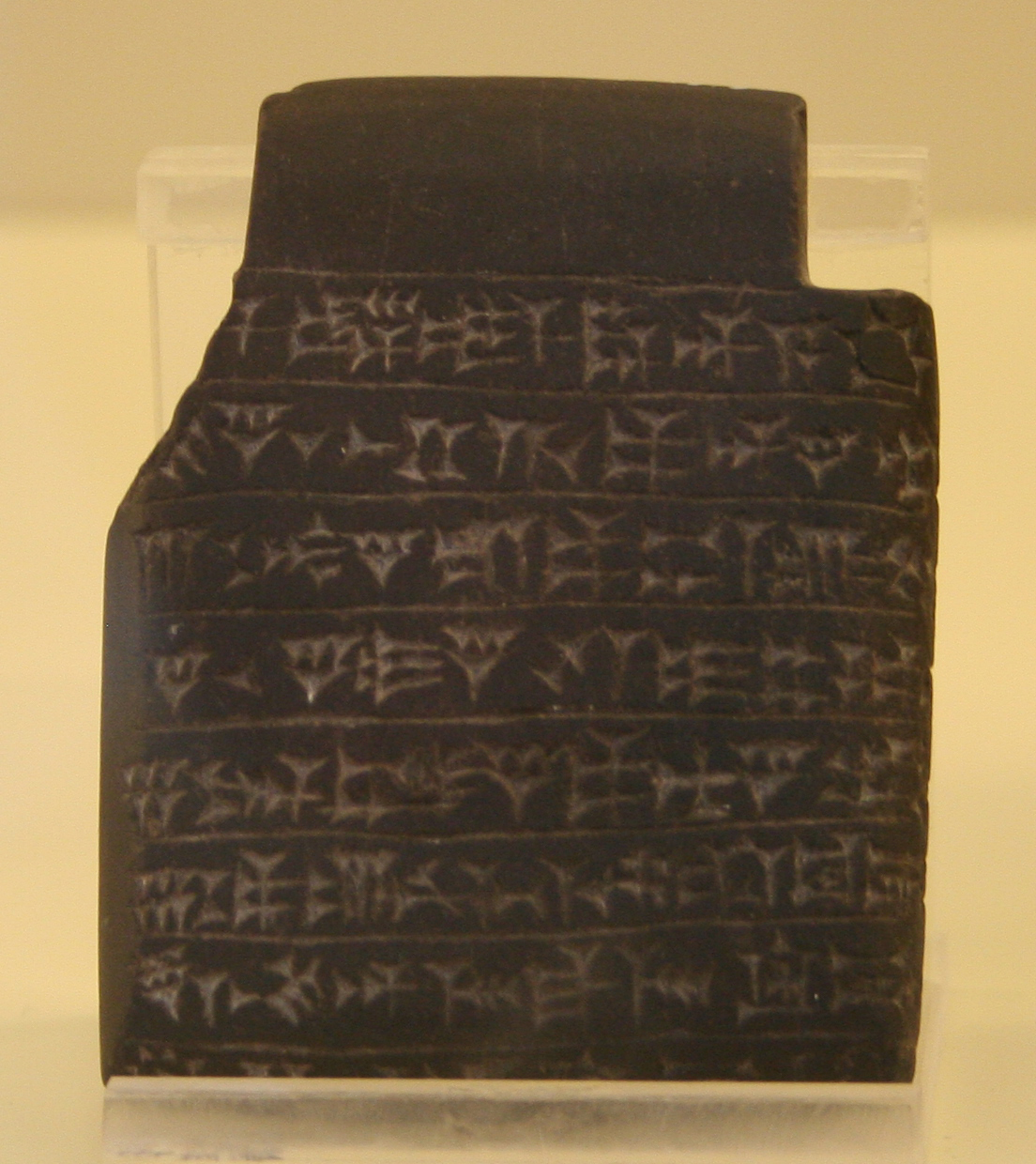
Vorderasiatisches Museum, Berlijn. Amulet met een incantatie in spijkerschrift tegen de demon Lamashtu. Neo-Babylonische periode (eerste helft van het eerste millennium v.Chr.).

Magie dateert uit de prehistorie en is al in een vroeg stadium met religie verbonden, in het bijzonder met de cultus van de Moedergodin (zie ook Mythologie). In het Midden-Oosten leefde magie in de diverse culturen. Ze is aanwezig in de vroegste geschreven cultuurbronnen zoals Mesopotamisch spijkerschrift en Egyptische piramideteksten.
De Babyloniërs kenden magie, waarzeggerij en astrologie, maar geen terminologie voor categorieën als waarzeggerij, magie en religie. In hun literatuur zijn met name veel teksten bewaard gebleven over waarzeggerij, die zeer belangrijk in de oude wereld was. Necromantie kwam weinig voor. Men moet magie ingezet hebben voor genezing en bescherming. In haar functie sluit magie wat dat betreft nauw aan op waarzeggerij, omdat ze door priesters typisch anticipeert op onthulde tekens middels rituelen. Priesters schreven ook etymologische commentaren op bijvoorbeeld magisch-medische voorschriften, om zo diepere betekenissen uit de tekst te destilleren. Het belang dat aan taal gehecht wordt blijkt ook uit gebeden en spreuken. Bij de Egyptenaren kon een woord ook bijzondere kracht uitoefenen, wat mede geldt voor Joodse magie van alle tijden, bijvoorbeeld bij de goddelijke naam. De Joden kenden desondanks een verbod op magie (onder andere in Deuteronomium 18:10-14). Magie was niet vrij van verdenking. In de Codex Hammurabi (1780 v.Chr.) worden bijvoorbeeld godsoordelen (meer bepaald de waterproef) voorgeschreven bij de rechtszaken over tovenarij.
Magische spreuken waren goed vertegenwoordigd in Mesopotamië sinds de Soemerische cultuur, en reeds in het derde millennium v.Chr. verschijnen ook bezweringen in het Akkadisch. Zo werden demonen verantwoordelijk geacht voor het veroorzaken van kwalen, die vervolgens genezen konden worden middels bezweringen en talismannen. Sommige demonen konden ook aangeroepen worden ter bescherming (zie Pazuzu). Demonen nemen echter niet het gehele lichaam in bezit, maar vallen dit slechts aan. Bezweringen voor dergelijke gevallen zijn bewaard gebleven, en zijn vaak traditionele spreuken in poëtische taal. Formeel onderscheid tussen exorcistische en niet-exorcistische bezweringen bestaat niet. Zo'n onderscheid kan enkel op basis van thematiek. Zo zijn ook Akkadische liefdesbezweringen bekend, alsmede bezweringen om anderen schade te berokkenen.
Bij de oude Egyptenaren steunden magie en religie op voorgeschreven rituelen die het voortbestaan van de kosmische orde moesten waarborgen. Het gebruik van amuletten, afbeeldingen en rituelen bracht in hun opvatting bovennatuurlijke resultaten teweeg. Wat zij toen beschouwden als religie zou tegenwoordig eerder als magie worden bestempeld. Hun magisch denken toont zich in ontstaansmythen zoals degene die verhaalt over hoe de heuvel Atum bij het eerste licht oprees uit de primordiale wateren. Vervolgens ontstond uit de verbinding van de mannelijke Sjoe en de vrouwelijke Tefnut de hemelgodin Noet en Geb, de aardegod. Uit hun verbinding werden Osiris, de eerste koning van Egypte, en Isis geboren. Deze mythe toont de sterke verwevenheid van de menselijke wereld, de goden en de natuur. Alle zijn zij verbonden in de magisch geachte processen van leven en dood.

### Islam

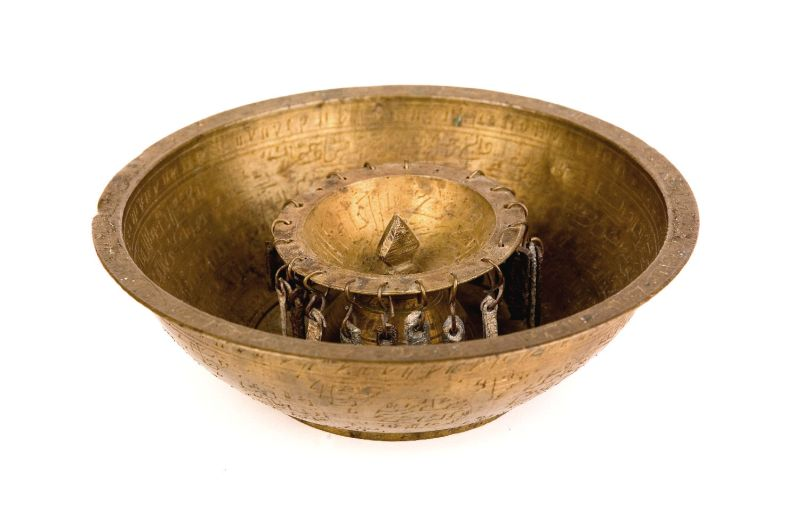
Aan magische schalen (ook wel schrikschalen genoemd) worden genezende krachten toegeschreven. De schalen zijn veelal voorzien van Koranteksten en aanroepingen aan God of de vijf heiligen uit het sji'isme (Mohammed, Fatima, Ali, Hassan en Hussein). Men veronderstelt dat water dat in de schaal wordt geschonken, na verloop van tijd de genezende kracht van die teksten in zich opneemt, waarna je het kunt drinken.

In de islam maakt magie deel uit van de occulte wetenschappen zoals waarzeggerij, astrologie en profetie. Magie wordt beschouwd als hemelse kennis, geheimen die gevallen engelen met de mensheid hadden gedeeld. Waarzeggerij maakt gebruik van deze kennis, die eigenlijk voor de mens verborgen had moeten blijven. Ook hier worden bezweringen en spreuken gebruikt om geesten en demonen (djinns) te bevelen. Er wordt hierbij onderscheid gemaakt tussen 'goede' en 'kwade' magie, waarbij de kwade magie niet gericht is op God maar op een voorwerp. Vooral het soefisme als mystieke traditie stelde zich tot uiteindelijk doel zich te verenigen met God. De ascetische praktijken dienden om de geest te zuiveren zodat communicatie met God mogelijk werd.
In het conservatieve Saoedi-Arabië is tovenarij of magie streng verboden en staat er de doodstraf op. Het begrip is echter niet duidelijk gedefinieerd en kan van alles ontvangen; van waarzeggerij tot kruidengeneeskunst. Er bestaan gevallen waarin personen op beschuldiging van tovenarij ter dood zijn gebracht, vaak zonder rechtsbijstand en soms ten gevolge van de acties van agents provocateurs of verklaringen van de bijgelovige bevolking waar een bepaalde draai aan wordt gegeven.

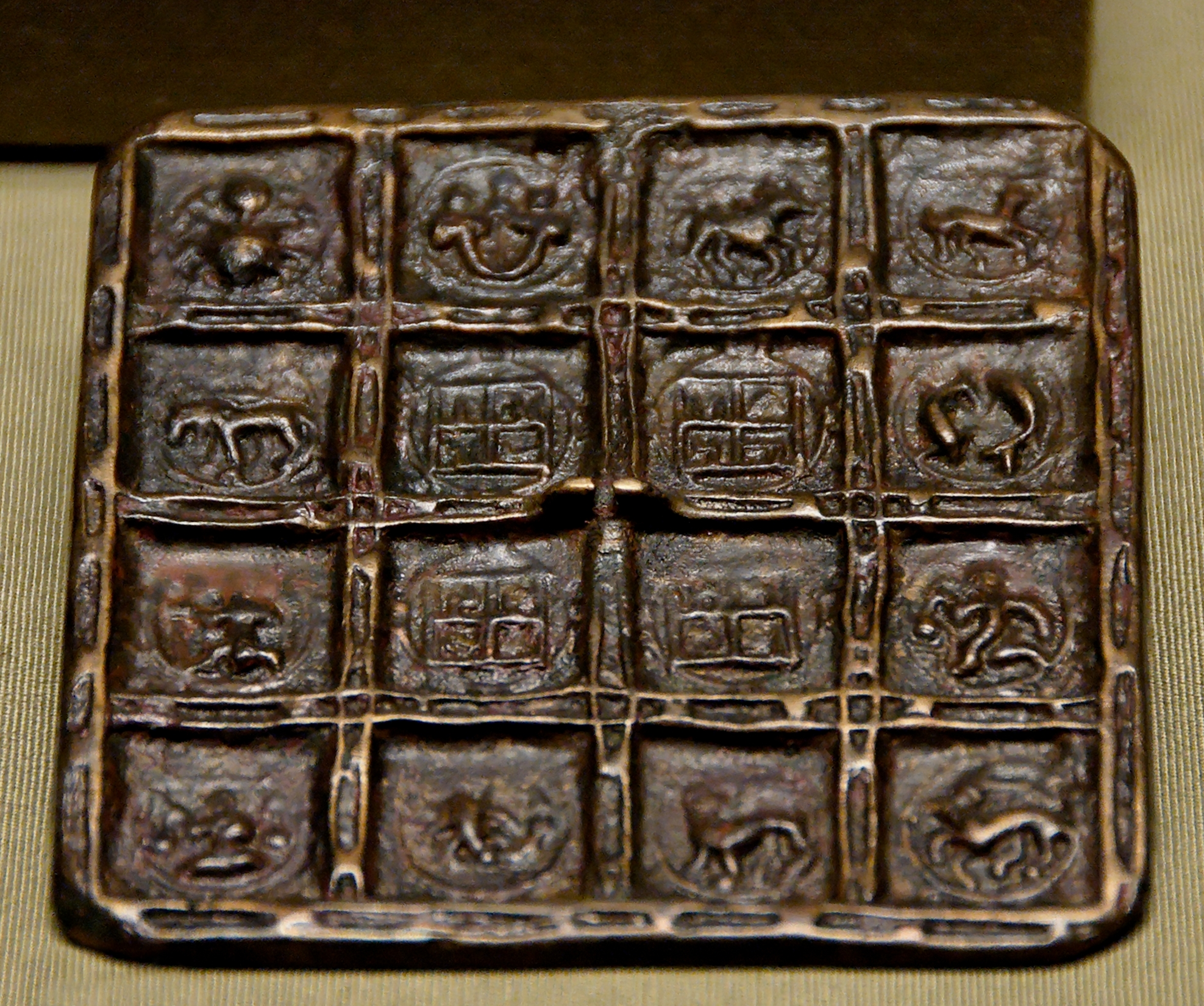
Magische spiegel met tekens van de zodiac, 12e eeuw, departement van Islamitische kunst, Louvre
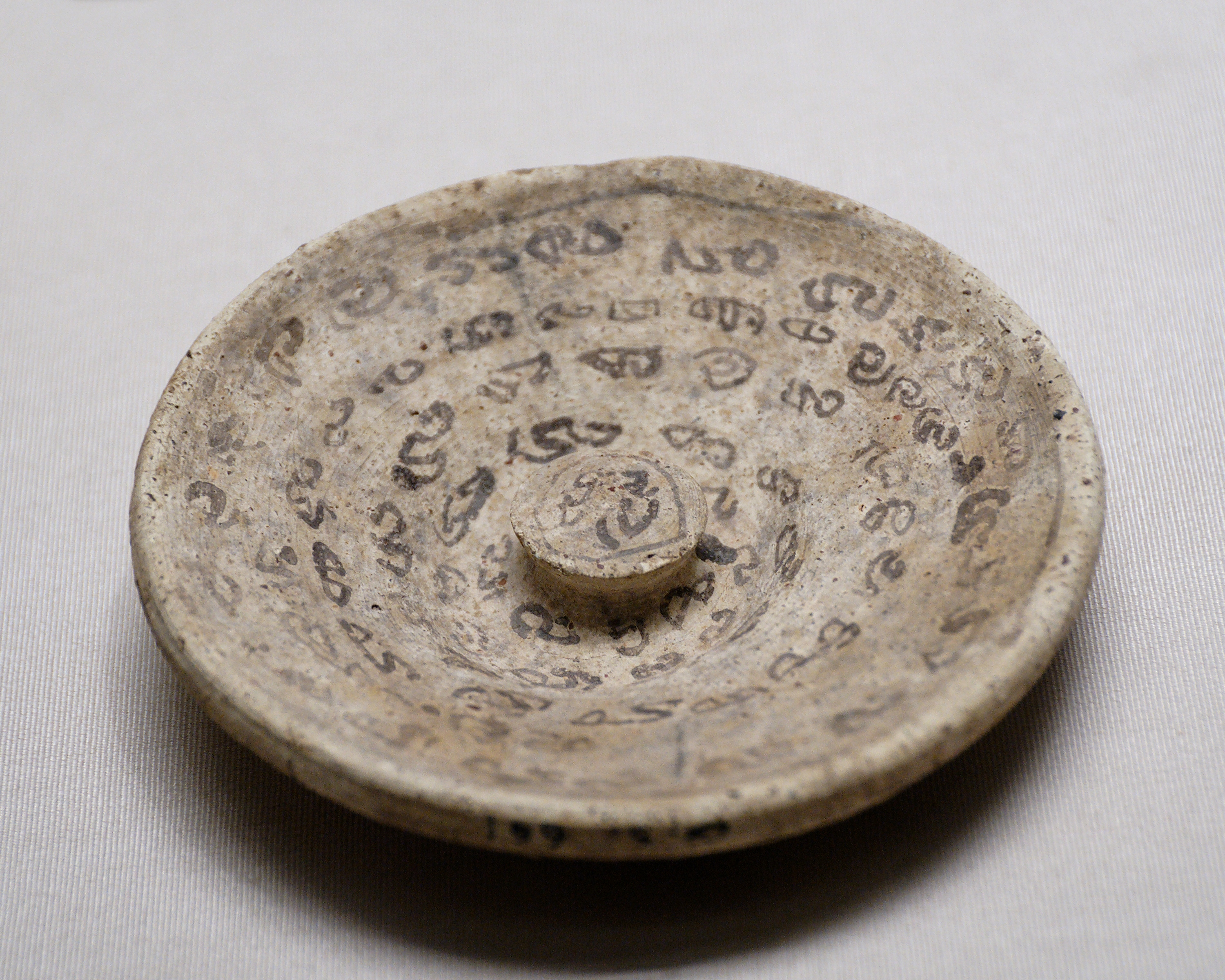
Deksel met een Aramees magische script, 8e of 9e eeuwdepartement van Islamitische kunst,  Louvre

### Chinese cultuur
Tijdens de Shang- en vroege Zou-dynastie (dus de periode tussen de 16e en de 8e eeuw v.Chr.) vervulde de sjamaan of tovenaar een belangrijke functie. Hij was verantwoordelijk voor offers aan de geesten en kende bezweringen om die geesten te doen gehoorzamen. Met behulp van planten werd hij in staat geacht om zowel vervloekingen als genezingen te bewerkstelligen.
In de periode van de Wu-dynastie kende men het fenomeen van de fangshi, buitenstaanders die zich hadden gespecialiseerd in astrologie, medicijnen en geomantie. Het sjamanisme stond in hoog aanzien bij sommige heersers, maar zou in de Periode van de Strijdende Staten aan gezag inboeten doordat het geassocieerd werd met hekserij.
Taoïsme en confucianisme maken gebruik van hetzelfde divinatiesysteem: de I Tjing of het "Boek der Veranderingen". De 64 hexagrammen bestaan uit figuren van op elkaar gestapelde volle en onderbroken lijnen. Het raadplegen van het I Tjing-orakel gebeurt traditioneel met het gooien van stengels van het duizendblad. Ook uit het wereldbeeld van het taoïsme blijkt onderlinge verbondenheid van gebeurtenissen op aarde en in de hemel. Harmonie en verbondenheid worden uitgedrukt in de symboliek van yin en yang en de vijf elementen.
Het geloof in magie is nog steeds wijdverspreid in China, met praktijken als voorspelling en het verdrijven van geesten in huizen en tempels.

### Japanse en Koreaanse cultuur
Japanse spirituele tradities combineren shintoïsme, confucianisme en boeddhisme, met daarnaast het uit China geïmporteerde taoïsme.
Shinto, "de weg van de geesten'", ontwikkelde zich vanuit de mythes van de eerste eeuwen, waarin de zonnegodin Amaterasu een centrale rol speelde, tot een eigen Japanse religie. De 'geesten' of kami, de natuurgeesten van het woud, de stromen en de zee, worden hierin vereerd. Religieuze leiders die met deze geesten omgaan zijn miko (vrouwelijke sjamanen of heksen) en kannushi, geestenbezweerders of priesters die een meer officiële rol vervullen. Toen het boeddhisme in de 6e eeuw werd ingevoerd in Japan, werden de kami echter beschouwd als manifestaties van Boeddha of van Bodhisattvas.
De Koreaanse religieuze cultuur omvat confucianisme, boeddhisme, protestants christendom en culten omheen vrouwelijke sjamanen. Deze sjamanen zijn de bron voor de Koreaanse magie die als Mu-sok ("sjamaanse gebruiken") bekendstaat. Mannen zijn gewoonlijk geen sjamaan, maar vervullen een meer officiële functie bij rituelen rond voorouderverering. Koreaanse sjamanen maken gebruik van horoscopen om te bepalen op wie in het huis de goden vertoornd zijn en welke huishoudgod precies beledigd is.

### Oud-India
Met de komst van de Ariërs omstreeks 2000 v.Chr. in de vlakten van de Ganges, begon wat de Vedische fase in de geschiedenis van India wordt genoemd. Als agrariërs waren ze afhankelijk van de natuur, wat ook weerspiegeld wordt in de Veda's (Sanskriet voor "Wat gekend is"). Een van de oudste collecties van Hindoegeschriften is de Atharva-Veda, met een verzameling toverspreuken en magische rituelen. De Veda's zijn rijk aan magische ideeën. Niet alleen de krachten van de natuur, maar ook die van hogere wezens worden beschreven. Ook hier ziet men hoe alles wordt opgevat als onderling verbonden en afhankelijk van elkaar.
Brahmaanse priesters voerden rituelen uit om het verstoorde evenwicht te herstellen, en strijd en spanning werden als noodzakelijk beschouwd om boosaardige geesten te kunnen overwinnen. Rituelen werden gehouden bij festivals en andere speciale gelegenheden zoals het verdrijven van kwaadaardige geesten of godheden. Hieraan kwamen praktijken te pas zoals voorspelling, het vinden van heksen en het manipuleren van geesten.

### Hindoeïsme en boeddhisme
Hindoeïsme ontwikkelde zich uit het vedisme. Tegen het einde van de Vedische periode was er sprake van meer interesse in ascetische praktijken, gericht op zelfdiscipline, en in yoga, dat individuele spirituele ontwikkeling beoogt. In het hindoeïsme is er slechts één wezen dat bestaat: de Brahman, zonder vorm en tegelijk immanent en transcendent. Brahman brengt de wereld voort uit zichzelf, en Atman, de individuele ziel, maakt daar deel van uit. Bovennatuurlijke krachten zijn afkomstig uit Brahman en de hele wereld wordt beschouwd als een gevolg van zijn goddelijke actie.
In de praktijk coëxisteren hindoeïsme en boeddhisme met een veelheid aan volkse tradities en cultussen waarin toch aandacht wordt besteed aan de problemen van alledag. Gewone mensen praktiseren het boeddhisme, maar zijn ook bezig met communiceren met geesten. Zij doen beroep op specialisten in het dorp die bij ziekte de namen van de geesten komen afroepen of bijvoorbeeld astroloog, kruidenkenner of voorspeller zijn. Het zijn meestal vrouwen die optreden als medium en zich door een geest in bezit laten nemen om als zijn orakel te kunnen optreden.
Magie is bij hindoeïsme en boeddhisme het meest prominent aanwezig in de esoterische praktijken van het tantrisme, dat in India omstreeks het jaar 700 ontstond.

### Afrikaanse culturen

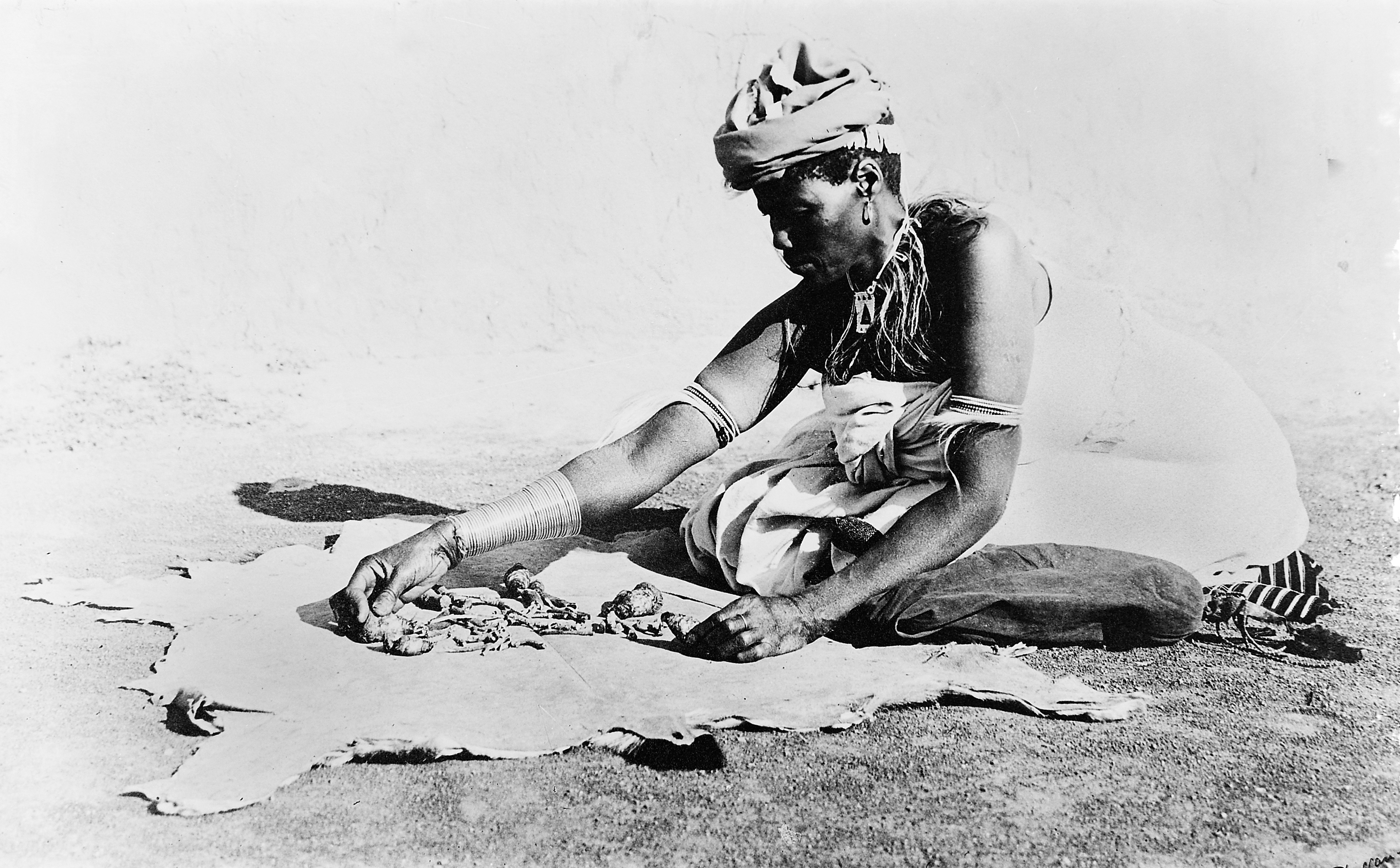
Yemba heksendokter, Zuid-Afrika

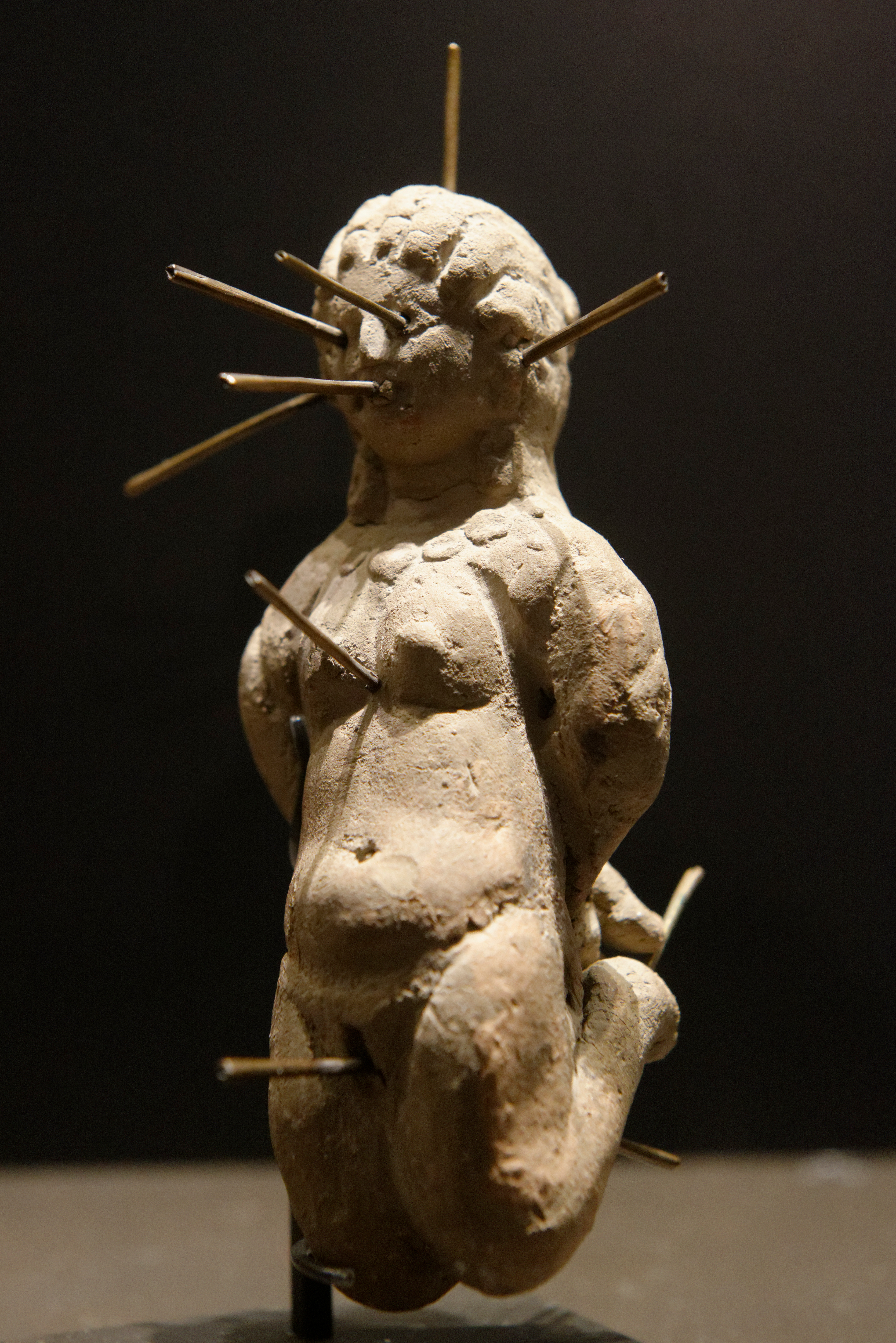
Voodoo poppetje, geknield en met 13 naalden gestoken, gevonden in Egypte (in een vaas van terracotta met een loden tablet met een toverspreuk), 4e eeuw, Louvre

Er bestaat niet zoiets als een homogeen geheel van geloofs- en rituele praktijken dat in heel Afrika wordt aangetroffen. Onderzoekers schetsen integendeel een bijzonder complex beeld en hoeden zich ervoor te sterk te gaan veralgemenen. Het beeld is zeer divers, temeer omdat de gemeenschappen eigen mythes en kosmologieën ontwikkeld hebben waaraan zij morele gedragslijnen en taboes koppelen. Wel is het zo dat in de meeste Afrikaanse gemeenschappen de spirituele wereld van de geesten deel uitmaakt van de gewone wereld waarin de mensen leven. De meeste Afrikaanse gemeenschappen geloven dat spirituele krachten ten goede of ten kwade kunnen worden gemanipuleerd door de mens. Zo wenden heksen en tovenaars in hun opvatting de negatieve kracht aan om de gemeenschap te schaden. Meestal houdt men er tevens een pantheïstisch wereldbeeld op na waarin de natuurlijke wereld als goddelijke eenheid wordt opgevat. Magie is de kracht die de natuur, de levenden en de gestorven familieleden met elkaar verbindt. Sommige gemeenschappen benoemen die achterliggende en alles doordringende kracht of geest niet, maar in Tanzania en Kenia wordt die scheppende kracht als oppergod benoemd. Ook de Janjero van Ethiopië geloven in een opperwezen dat zij 'Hao' noemen.
Vaak is er sprake van een hiërarchie in de geestenwereld. Er zijn natuurgeesten van rotsen, rivieren dieren en bomen, maar de geesten van de voorouders worden van een hogere orde geacht. Op het hoogste niveau bevinden zich godheden die hun kracht rechtstreeks van de schepper-geest ontvangen. Onder meer bij de Lugbara treft men een cultus aan rond de verering van de geesten van de doden 'in de aarde'. Zij veroorzaken ongelukken of ziekten wanneer zij verwaarloosd worden door de levenden 'aan de buitenkant'.